# Turku
Turku (finnisch [ˈturku] ⓘ, schwedisch Åbo [ˈoːbu] ⓘ) ist eine Großstadt an der Südwestküste Finnlands und die älteste Stadt des Landes. Von der Gründung im 13. bis ins 19. Jahrhundert war Turku die wichtigste Stadt Finnlands. Heute ist Turku mit 197.900 Einwohnern (Stand 31. Dezember 2022) die sechstgrößte Stadt und Zentrum des drittgrößten Ballungsraumes des Landes. Es ist Sitz des Erzbistums Turku der Evangelisch-Lutherischen Kirche Finnlands, der Åbo Akademi und der Universität Turku. 5,2 % der Einwohner Turkus sind schwedischsprachig, offiziell ist die Stadt zweisprachig.

## Geografie

### Geografische Lage

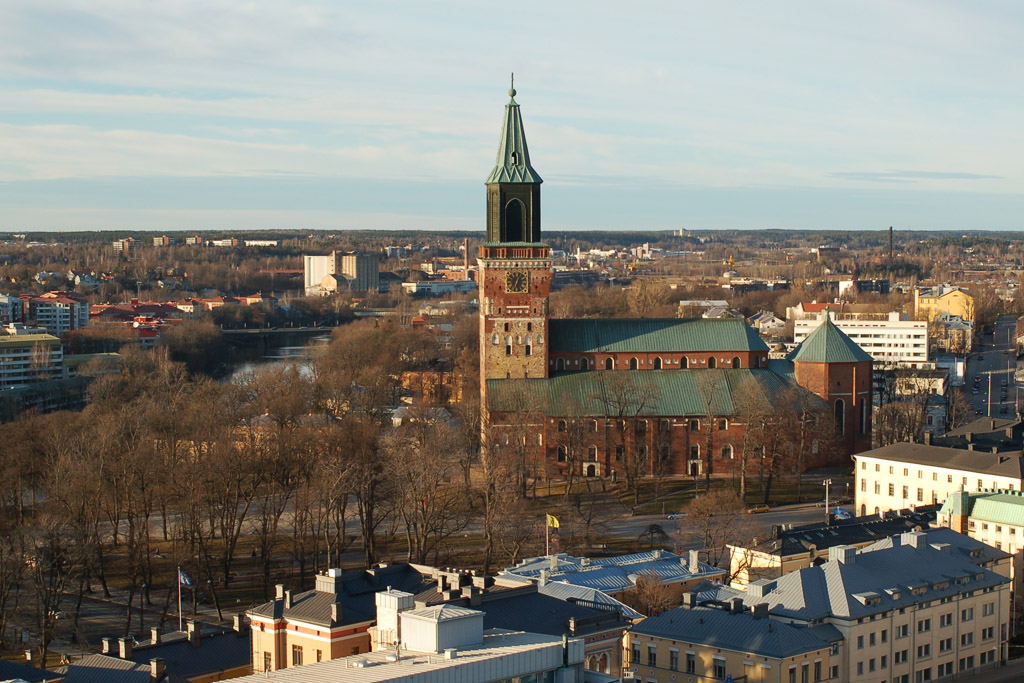
Blick auf den Dom und das Zentrum von Turku

Turku liegt in der südwestfinnischen Landschaft Varsinais-Suomi an der Mündung des Flusses Aurajoki in die Ostsee. Der Stadt vorgelagert ist das Schärenmeer mit einem ausgedehnten Archipel aus über 20.000 Schären. Der Aurajoki fließt auf einer Strecke von neun Kilometern in Ost-West-Richtung durch die Stadt. Innerhalb Turkus beträgt seine Breite durchschnittlich 50 Meter. Am Unterlauf im Bereich des Stadtzentrums ist der Fluss 2,5 bis 5 Meter tief, auf Höhe des Domes wird die Fahrrinne aber wesentlich schmaler und flacher. Weitere Flüsse im Gebiet von Turku sind der Vähäjoki, der im Norden der Stadt beginnt und im Stadtteil Koroinen in den Aurajoki fließt, und der Raisiojoki, der gegenüber der Insel Ruissalo in die Ostsee mündet.
Turku hat eine Landgrenze zu den Gemeinden Raisio, Rusko, Aura, Lieto und Kaarina. Zur See hin grenzt Turku an Naantali und Pargas. Der Großraum Turku, zu dem neben Turku die Städte Naantali, Raisio, Kaarina und Lieto und einige weitere Nachbargemeinden gehören, hat insgesamt rund 290.000 Einwohner. Damit ist er nach der Region Helsinki und dem Großraum Tampere das drittgrößte Ballungszentrum Finnlands.

### Ausdehnung des Stadtgebiets

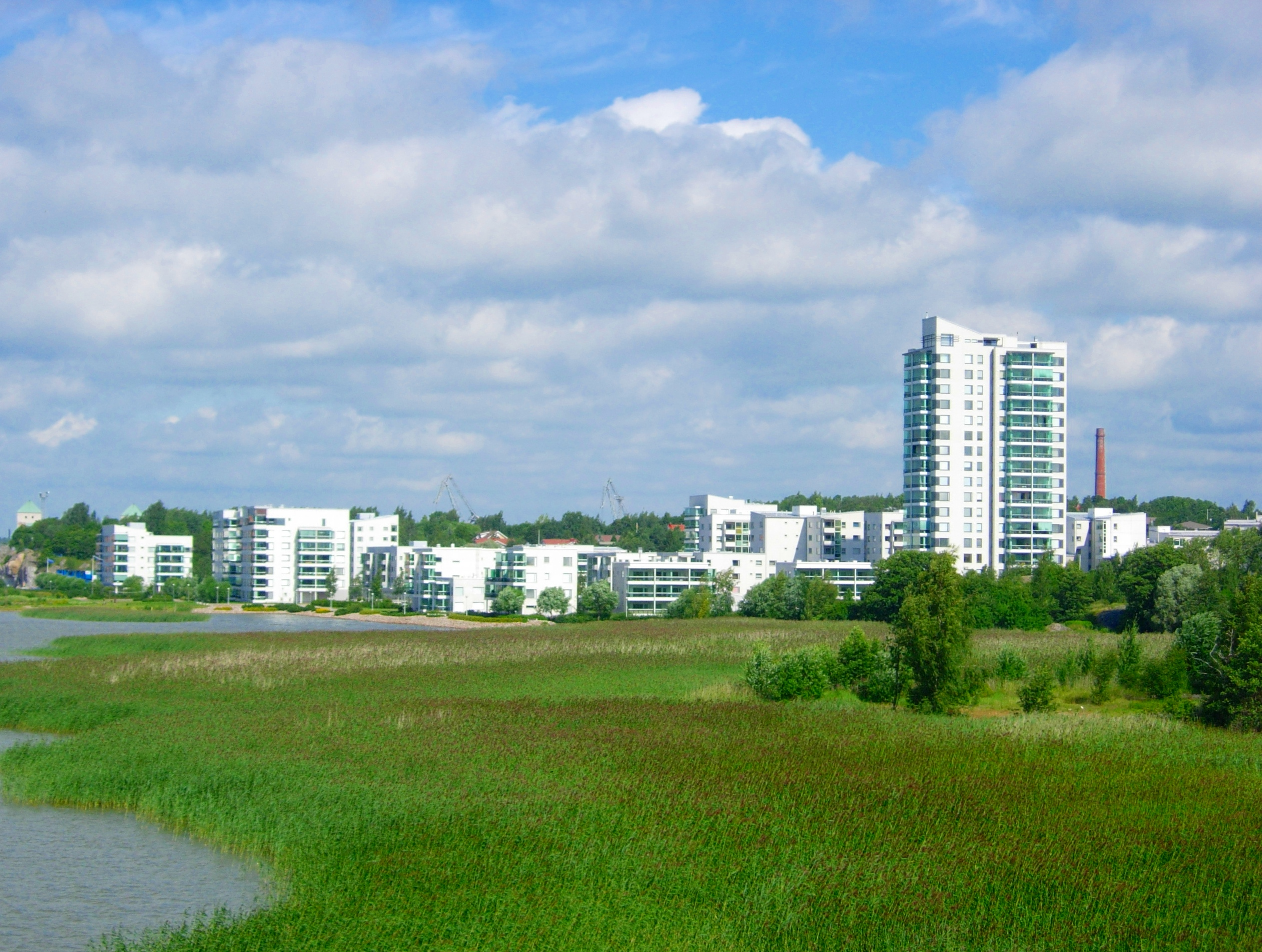
Neubauten im Stadtteil Pihlajaniemi

Turku hat eine Gesamtfläche von 306,41 km². Unter Ausschluss der Meeresgebiete sind es 249,09 km², davon weitere 3,46 km² Binnengewässer. Das Stadtgebiet hat eine längliche Form und ragt keilförmig ins Binnenland hinein. Die Entfernung zwischen dem nördlichsten und südlichsten Punkt der Stadt beträgt 45 km, die maximale Ost-West-Ausdehnung nur 15 km.
Das Zentrum von Turku liegt am Unterlauf des Aurajoki kurz vor dessen Mündung. Es hat ein schachbrettförmiges Straßennetz und ist dicht bebaut. Auf einigen Hügeln und am Flussufer befinden sich Grünflächen. In den Stadtteilen um das Zentrum herum besteht die Bebauung hauptsächlich aus Einfamilienhäusern. Diese Stadtteile wurden größtenteils erst im Laufe des 20. Jahrhunderts nach Turku eingemeindet. Viele von ihnen, wie Port Arthur, Nummi oder Raunistula, waren ursprünglich Wohngebiete der ärmeren Arbeiterschaft. Heute sind sie wegen ihrer zentrumsnahen Lage gefragte und teure Wohnlagen. Seit den 1970er Jahren entstanden große Vorortsiedlungen am Stadtrand. Die größten Siedlungen sind Varissuo, Runosmäki, Pansio und Jäkärlä. Die nördlichen Stadtteile Maaria und Paattinen wurden erst in der zweiten Hälfte des 20. Jahrhunderts eingemeindet und sind eher ländlich geprägt.
Im Süden gehört ein Teil des Schärengebiets mit den Inseln Ruissalo, Hirvensalo, Satava und Kakskerta zur Stadt. Die Inseln sind eher dünn besiedelt und mit Laubwäldern bedeckt. Mit Ausnahme von Teilen von Hirvensalo, die sich seit den 1990er Jahren zu Vorstädten der oberen Mittelschicht entwickelt haben, befinden sich auf den Inseln hauptsächlich Ferienhäuser. Auf Ruissalo liegt ein ausgedehnter Campingplatz.

### Stadtgliederung

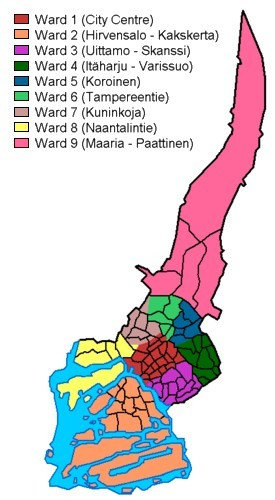
Stadtbezirke und Stadtteile von Turku bis 2005

Turku besteht aus 78 Stadtteilen (finn. kaupunginosa). Parallel dazu existiert eine Unterteilung in neun Stadtbezirke (suuralue). Die Grenzen der Stadtbezirke folgen nicht immer den Stadtteilgrenzen, so dass einige Stadtteile zwischen zwei Stadtbezirken geteilt sind. Weder Stadtbezirken noch Stadtteilen kommt eine verwaltungstechnische Aufgabe zu.
Der Fluss Aurajoki teilt Turku in zwei Hälften. Das historische Zentrum der Stadt befindet sich südöstlich des Aurajoki und wird im lokalen Dialekt täl pual jokke („diesseits des Flusses“) genannt. Die nordwestliche Seite mit der modernen Innenstadt heißt entsprechend tois pual jokke („jenseits des Flusses“). Diese Bezeichnungen sind absolut und unabhängig vom tatsächlichen Standpunkt des Sprechers. Manchmal wird auch der schwedische Name Åbo für den südöstlichen und der finnische Name Turku für den nordwestlichen Teil der Stadt verwendet.
Die Stadtteile Turkus nach Stadtbezirken (Einteilung seit 2006):
| Zentrum:              | I. Stadtteil, II. Stadtteil, III. Stadtteil, IV. Stadtteil, V. Stadtteil, VI. Stadtteil, VII. Stadtteil, VIII. Stadtteil, IX. Stadtteil, Hafen von Turku, Iso-Heikkilä, Korppolaismäki, Kupittaa, Kurjenmäki, Mäntymäki, Pihlajaniemi, Ruissalo, Vähäheikkilä |
| Hirvensalo-Kakskerta: | Friskala, Haarla, Illoinen, Jänessaari, Kaistarniemi, Kakskerta, Kukola, Lauttaranta, Maanpää, Moikoinen, Oriniemi, Papinsaari, Pikisaari, Satava, Särkilahti, Toijainen                                                                                      |
| Skanssi-Uittamo:      | Harittu, Ilpoinen, Ispoinen, Katariina, Koivula, Luolavuori, Peltola, Pihlajaniemi, Puistomäki, Skanssi, Uittamo, Vasaramäki |
| Varissuo-Lauste:      | Huhkola, Lauste, Pääskyvuori, Vaala, Varissuo |
| Nummi-Halinen:        | Halinen, Itäharju, Kohmo, Koroinen, Kurala, Nummi, Oriketo, Räntämäki |
| Runosmäki-Raunistula: | Kaerla, Kärsämäki, Kastu, Raunistula, Runosmäki |
| Länsikeskus:          | Kähäri, Mälikkälä, Pitkämäki, Pohjola, Raunistula, Runosmäki, Teräsrautela, Vätti |
| Pansio-Jyrkkälä:      | Artukainen, Pahaniemi, Pansio, Perno |
| Maaria-Paattinen:     | Flughafen Turku, Jäkärlä, Metsämäki, Moisio, Paattinen, Saramäki, Urusvuori, Yli-Maaria |

### Klima

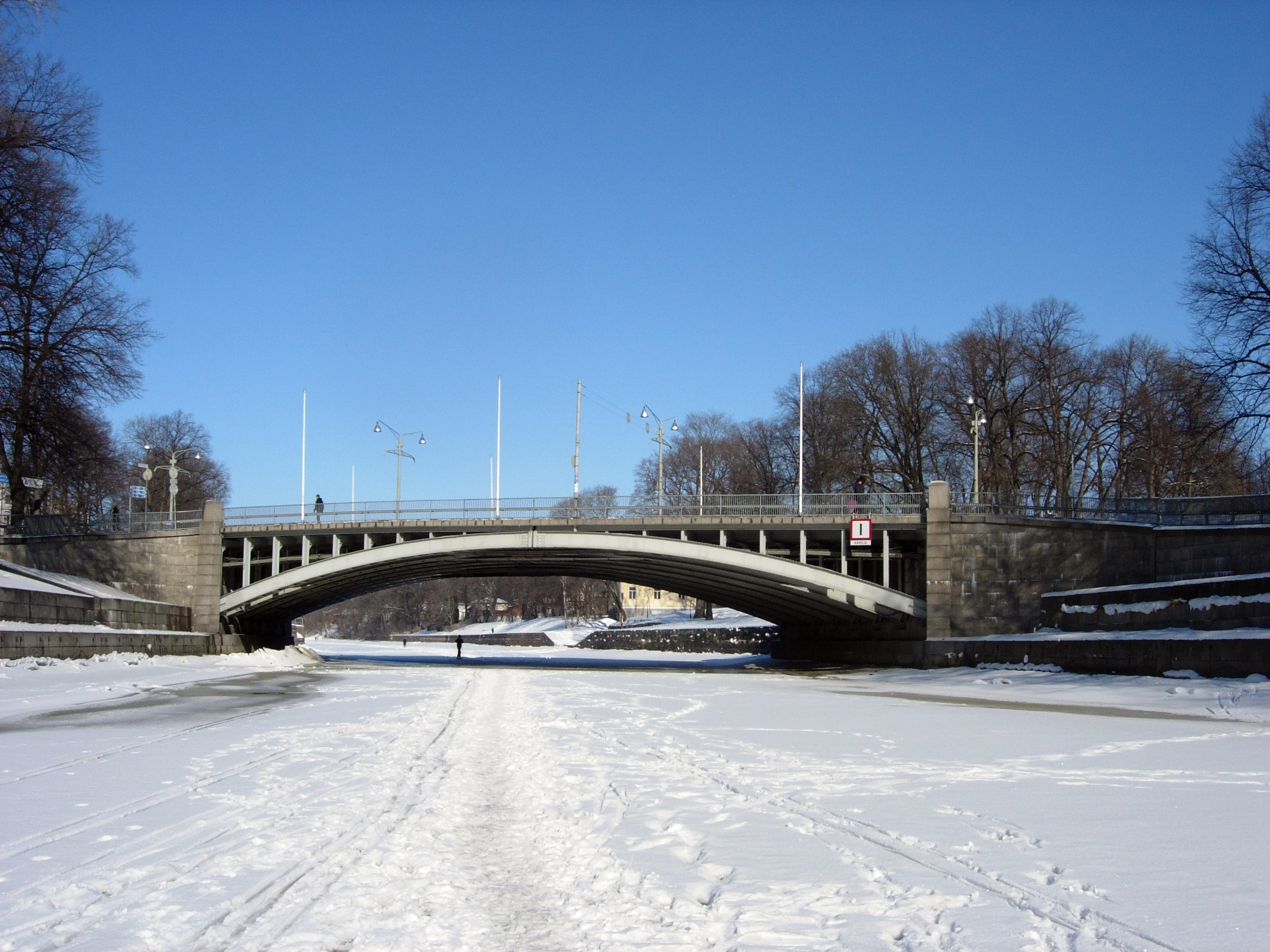
Der vereiste Aurajoki auf Höhe der Dombrücke

Das Klima in Turku ist kaltgemäßigt. Dank des Einflusses der Ostsee und der durch die vorgelagerten Schären geschützten Lage im Süden des Landes ist es für finnische Verhältnisse recht mild. So gedeihen in Turku unter anderem Eichen, die im Rest Finnlands nicht vorkommen.
Die Jahresdurchschnittstemperatur in Turku beträgt 4,8 °C, das Jahresmittel des Niederschlages liegt bei 576 mm. Der meiste Niederschlag fällt im August (77 mm im Monatsmittel), der wenigste im März (23 mm). Der kälteste Monat ist der Februar mit einer Durchschnittstemperatur von −6,5 °C, der wärmste Monat der Juli mit 17,1 °C. Die Sommer in Turku sind mit Temperaturen bis zu 30 °C warm. Die Winter sind dagegen relativ kalt. Eine bleibende Schneedecke fällt meist um die Jahreswende. Der Aurajoki weist zuweilen eine tragende Eisdecke auf, das Eis schmilzt meist im März oder April.
|                       | Jan  | Feb  | Mär  | Apr  | Mai  | Jun  | Jul  | Aug  | Sep  | Okt  | Nov  | Dez  |   |       |
| Mittl. Tagesmax. (°C) | −1,9 | −2,2 | 1,7  | 7,9  | 15,4 | 19,9 | 21,7 | 20,1 | 14,3 | 8,5  | 3,1  | −0,3 | ⌀ | 9,1   |
| Mittl. Tagesmin. (°C) | −7,5 | −8,5 | −5,0 | −0,6 | 4,5  | 9,6  | 12,2 | 11,2 | 6,7  | 2,7  | −1,8 | −5,8 | ⌀ | 1,5   |
|                       |      |      |      |      |      |      |      |      |      |      |      |      |   |       |
| Niederschlag (mm)     | 54,9 | 39,7 | 43,0 | 36,6 | 35,2 | 51,9 | 75,8 | 78,7 | 68,1 | 73,5 | 74,4 | 66,3 | Σ | 698,1 |
|                       |      |      |      |      |      |      |      |      |      |      |      |      |   |       |
| Sonnenstunden (h/d)   | 1,3  | 2,5  | 4,4  | 6,1  | 8,6  | 9,6  | 8,5  | 7,1  | 4,6  | 2,9  | 1,4  | 0,9  | ⌀ | 4,8   |
|                       |      |      |      |      |      |      |      |      |      |      |      |      |   |       |
| Regentage (d)         | 11   | 8    | 9    | 7    | 6    | 8    | 9    | 10   | 11   | 12   | 12   | 12   | Σ | 115   |
|                       |      |      |      |      |      |      |      |      |      |      |      |      |   |       |
| Wassertemperatur (°C) | 0    | 0    | 0    | 0    | 8    | 11   | 15   | 17   | 13   | 9    | 6    | 2    | ⌀ | 6,8   |
|                       |      |      |      |      |      |      |      |      |      |      |      |      |   |       |
| Luftfeuchtigkeit (%)  | 89   | 87   | 82   | 75   | 66   | 64   | 71   | 76   | 83   | 86   | 89   | 90   | ⌀ | 79,8  |

| −7,5 |

| −8,5 |

| −5,0 |

| −0,6 |

| 4,5 |

| 9,6 |

| 12,2 |

| 11,2 |

| 6,7 |

| 2,7 |

| −1,8 |

| −5,8 |

| −7,5 |

| −8,5 |

| −5,0 |

| −0,6 |

| 4,5 |

| 9,6 |

| 12,2 |

| 11,2 |

| 6,7 |

| 2,7 |

| −1,8 |

| −5,8 |

## Geschichte

### Etymologie
Der Name Turku stammt nach einer allgemein anerkannten Theorie von dem altrussischen Wort търгъ (tǔrgǔ [ˈtʊrɡʊ]) mit der Bedeutung „Marktplatz“ ab. Der Begriff wurde durch Kaufleute aus der Republik Nowgorod in das fennoskandinavische Gebiet gebracht und er wird in einigen finnischen Dialekten und bestimmten Ausdrücken noch immer in diesem Sinne verwendet, vergleiche auch das verwandte estnische turg mit selber Bedeutung und Herkunft, ebenso wie das schwedische torg sowie das heutige allgemeine finnische Wort für einen Platz, tori.
Der schwedische Name Åbo bedeutet hingegen so viel wie „Wohnsitz (schwed. bo) am Fluss (schwed. å)“.

### Vorgeschichte und Gründung
Das Gebiet der heutigen Stadt Turku war bereits in der Steinzeit besiedelt, wie archäologische Funde aus den Stadtteilen Kärsämäki und Jäkärlä beweisen. Während der Eisenzeit wurde im Flusstal des Aurajoki Landwirtschaft und Handel betrieben. Darauf weisen unter anderem Grabstätten aus der Vendelzeit hin, die bei der Alten Burg von Lieto und im Stadtteil Kurala gefunden wurden. Die Landschaft Varsinais-Suomi, in der Turku liegt, geriet indes ab 1154 durch den Kreuzzug von König Erik IX. unter schwedische Herrschaft. Der erste Bischofssitz in Finnland war Nousiainen.
Während des 13. Jahrhunderts entwickelte sich Turku zur ersten Stadt in Finnland. Als Gründungsjahr der Stadt gilt traditionell 1229. Dies beruht allerdings auf einer Fehlinterpretation mittelalterlicher Urkunden. Im Jahr 1229 stimmte Papst Gregor IX. der Verlegung des Bischofssitzes zu, offenbar von Nousiainen nach Koroinen. Das Dorf Koroinen, heute ein Stadtteil von Turku, befand sich einige Kilometer flussaufwärts. Es gibt keine Hinweise darauf, dass es zu diesem Zeitpunkt bereits die eigentliche Stadt Turku gegeben hätte. Daher ist die Gründung der Stadt wahrscheinlich eher auf das Ende des 13. Jahrhunderts zu datieren. Als der Pegel des Aurajoki durch die Landhebung niedriger wurde, konnten die Händler mit ihren Schiffen nicht mehr bis Koroinen segeln und der Handelsplatz wurde nach Turku verlegt. Eine Gründungsurkunde, in der Turku die Stadtrechte zugesprochen würden, ist nicht überliefert. Dennoch kann es als gesichert gelten, dass Turku die älteste Stadt Finnlands ist, denn die nächstälteste Stadt Porvoo wurde nachweislich erst 1346 gegründet.

### Schwedische Herrschaft

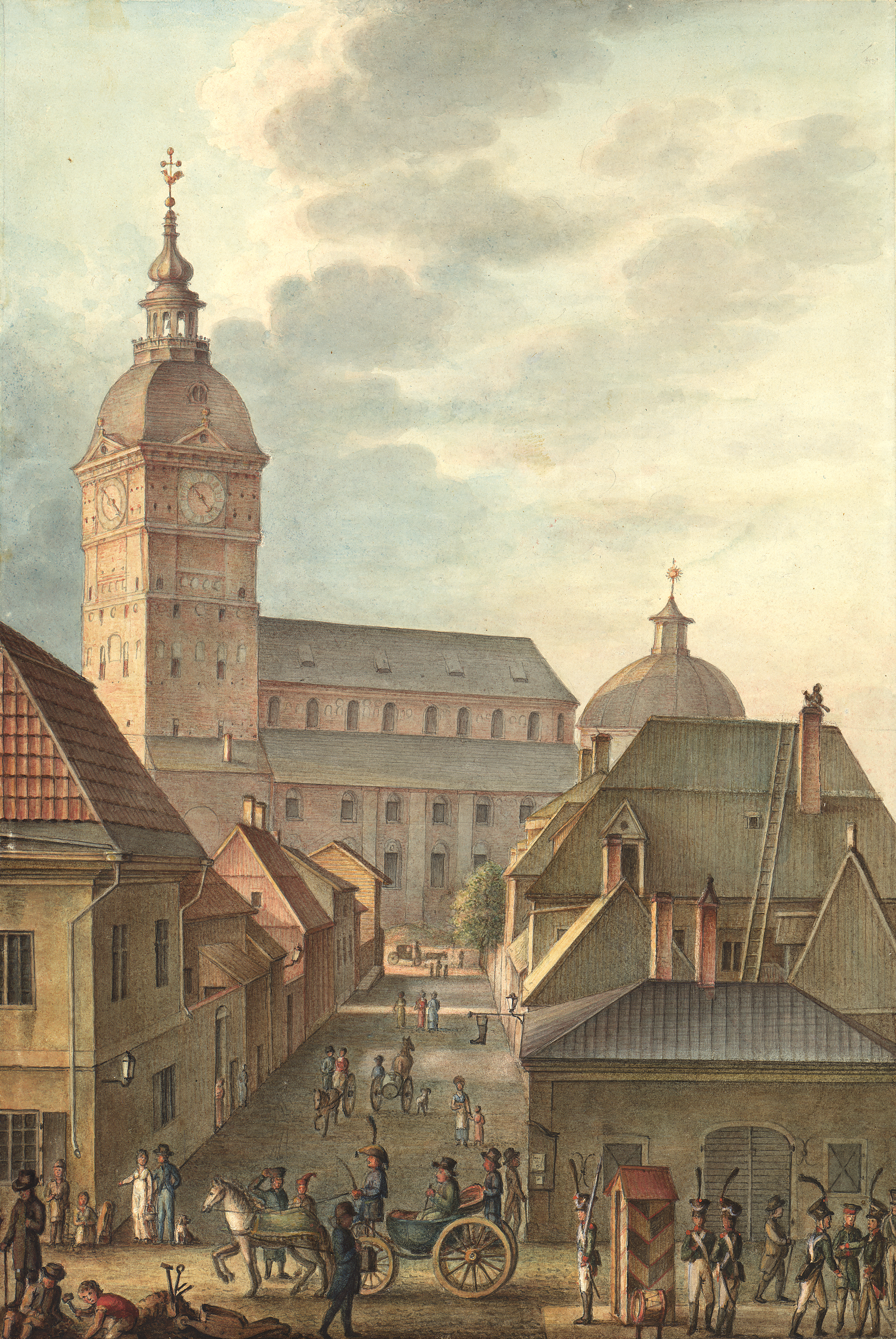
Der Dom von Turku. Aquarell von Carl Ludwig Engel aus dem Jahr 1814.

Schon im späten 13. Jahrhundert gab es in Turku ein Dominikanerkloster und einen Bischofssitz. Der Dom von Turku wurde im Jahr 1300 geweiht. Allerdings ist es ungeklärt, inwieweit die heutige aus Stein und Ziegeln erbaute Kirche auf den damaligen Bau zurückgeht; nach Ansicht mancher Forscher könnte der erste Dom aus Holz gebaut gewesen sein. Der Bau der Burg von Turku, die außerhalb der Stadt gelegen war, könnte bereits Ende des 13. Jahrhunderts begonnen worden sein. Die Burg, das Kloster und der Dom samt Bischofssitz machten Turku neben Viborg zur wichtigsten Stadt im mittelalterlichen Finnland. Während der gesamten Zeit der schwedischen Herrschaft blieb es das politische, geistige und kulturelle Zentrum Finnlands. Im Mittelalter unterhielt Turku rege Handelsbeziehungen zur Hanse, ohne jedoch deren Mitglied zu sein. Insbesondere der lebhafte Handel mit den Hansestädten Reval (estn. Tallinn), Danzig und Lübeck machte Turku zum größten Handelsplatz in Finnland.

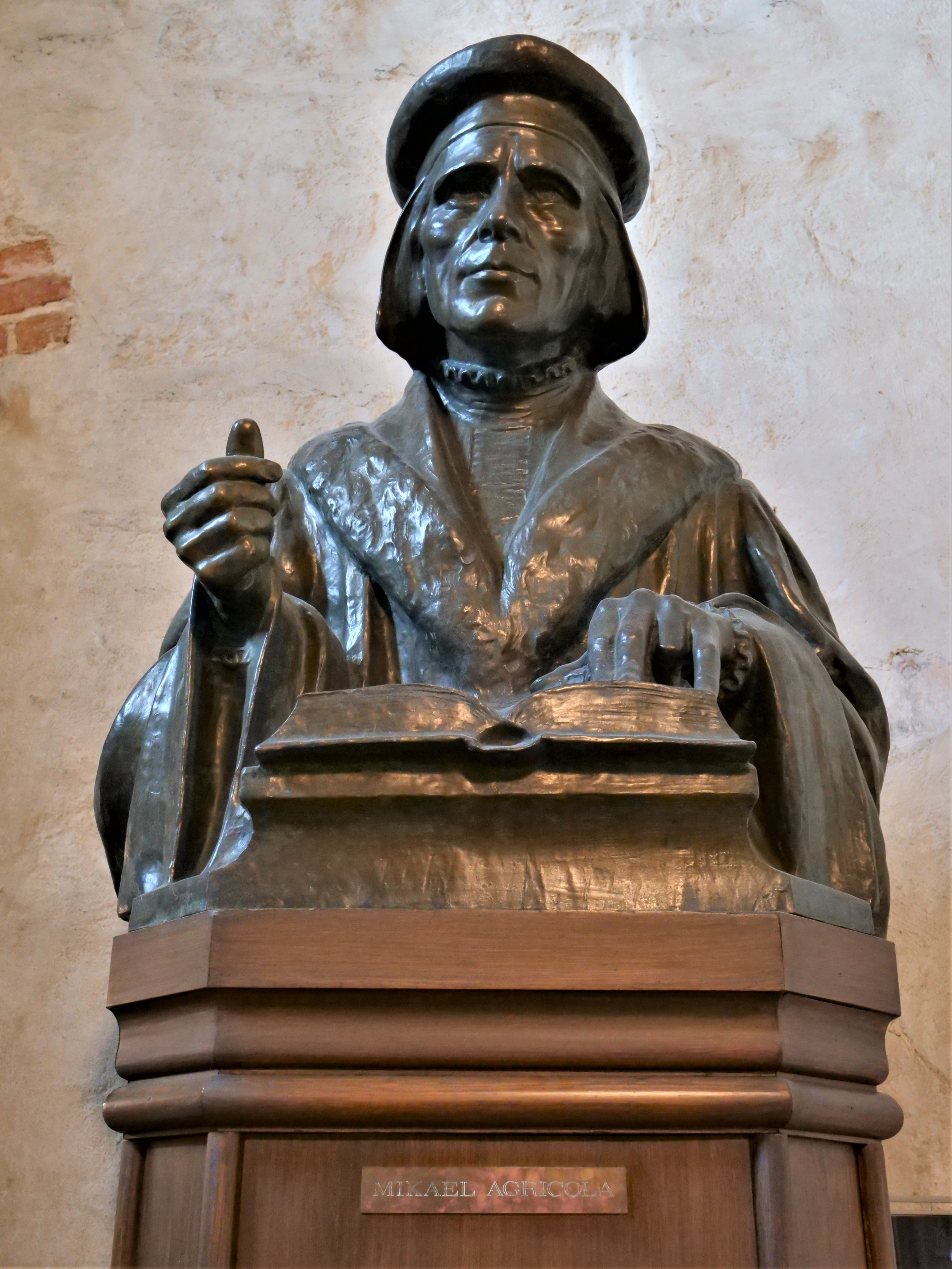
Mikael Agricola – Büste im Dom

Turku war während der schwedischen Zeit mehrfach Angriffen ausgesetzt. 1318 wurde die Stadt in die Auseinandersetzungen zwischen Schweden und Nowgorod hineingezogen. Die Russen plünderten den Dom und brannten die Stadt nieder. Während der Endphase der Kalmarer Union wurde Turku in die schwedisch-dänischen Machtkämpfe hineingezogen: 1509 überfielen die Dänen unter Otte Rud Turku, brandschatzten die Stadt und plünderten einen Großteil des Domschatzes. 1523 eroberte Gustav I. Wasa die Stadt, nachdem er ein Jahr zuvor ergebnislos die Burg belagert hatte. Kurz nachdem er zum schwedischen König gekrönt worden war, leitete er in seinem Land die Reformation ein. Martin Skytte, Bischof von Turku 1528–1550, war ein gemäßigter Befürworter der Reformation. Sein Nachfolger wurde Mikael Agricola, der wichtigste Reformator Finnlands, der in Wittenberg Schüler Martin Luthers gewesen war und mit seiner Bibelübersetzung von 1548 den Grundstein für die finnische Schriftsprache gelegt hatte.
Im Jahr 1556 ernannte Gustav Wasa seinen Sohn Johann III. zum Herzog von Finnland. Johann und seine Gemahlin Katharina Jagiellonica residierten in Turku und führten an der Burg das prunkvolle Hofleben der Renaissancezeit ein. Nach dem Tod Gustav Wasas kam es zu Machtwirren zwischen seinen Söhnen: 1563 ließ König Erik XIV. Turku erobern und seinen Bruder in die Gefangenschaft nach Schweden verschleppen.
Die Herrschaft von Gustav II. Adolf (1611–1632) und seiner Tochter Christina I. (1632–1654) war eine Zeit des Fortschritts für Turku. Die Provinzverwaltung wurde 1617, das Hofgericht 1623 gegründet. 1630 folgte ein Gymnasium. 1637 wurde Per Brahe der Jüngere zum Generalgouverneur von Finnland ernannt und bezog die Burg von Turku. Er gründete 1640 die Akademie zu Turku, die erste Universität Finnlands.
Im 18. Jahrhundert stand Turku ebenso wie der Rest Finnlands zweimal unter russischer Besatzung: 1714–1721 während des Großen Nordischen Krieges und 1741–1743 während des Schwedisch-Russischen Krieges. In der zweiten Hälfte des Jahrhunderts entstanden durch die merkantilistische Wirtschaftspolitik Schwedens in Turku zahlreiche Manufakturen. Die 1732 gegründete Werft wurde mit der Zeit zu einem wichtigen Wirtschaftsfaktor der Stadt. Zu dieser Zeit wurden die Bürger Turkus in drei Klassen eingeteilt: Die schwedische Bürgerschaft, die finnische Bürgerschaft und die Handwerker. Die Einwohnerzahl stieg indes bis 1791 auf 8.504, 1805 betrug sie bereits 11.300 Personen.

### Russische Herrschaft

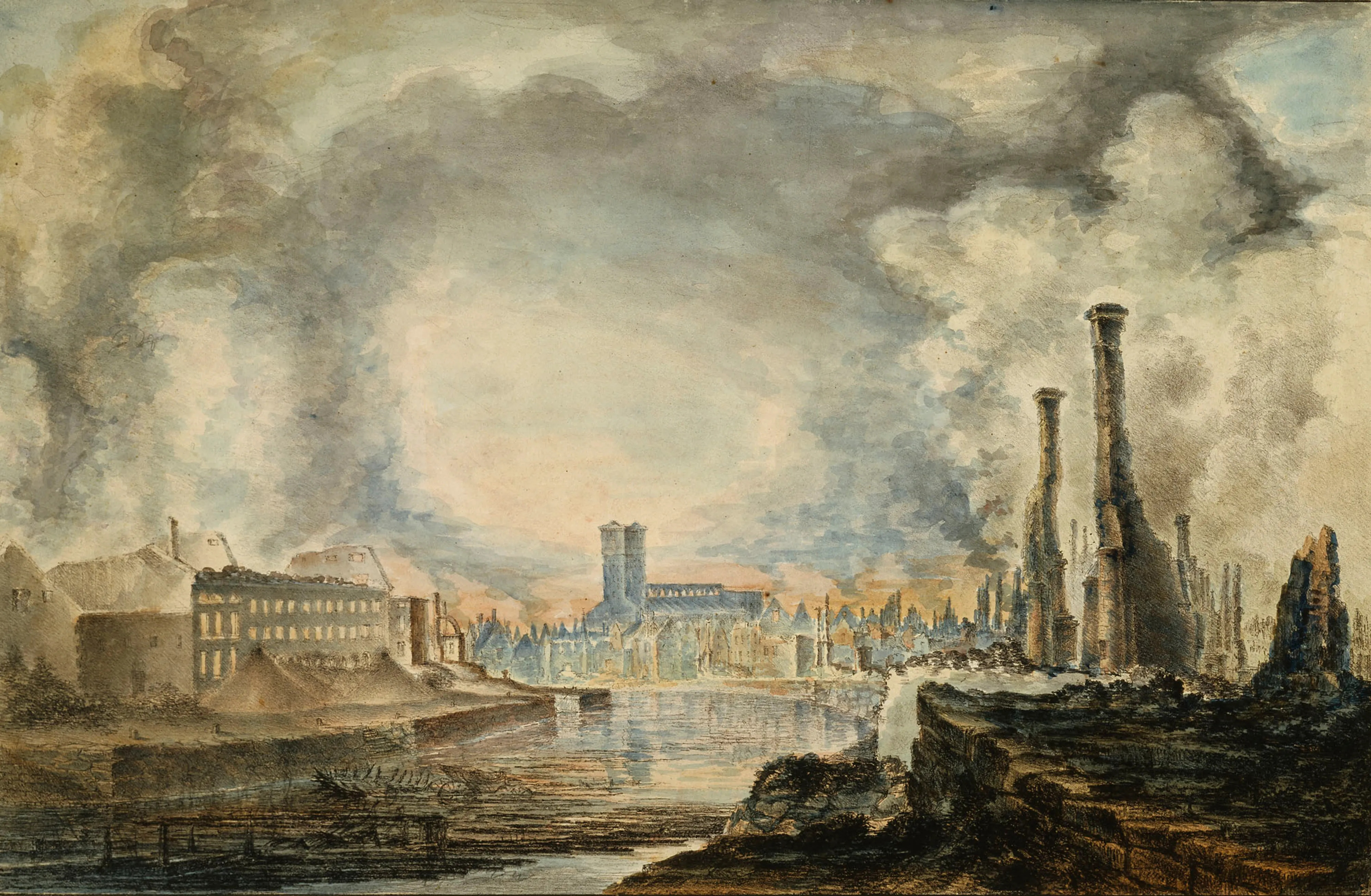
Der große Stadtbrand von 1827. Lithografie von C. A. af Scheele

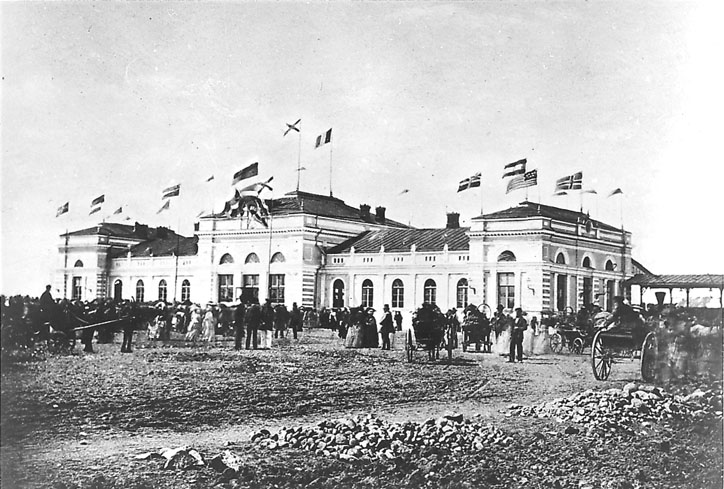
Eröffnung des Bahnhofs von Turku 1876

Im Russisch-Schwedischen Krieg eroberten die russischen Truppen Turku 1808 kampflos. Als Schweden 1809 im Vertrag von Fredrikshamn Finnland an Russland abtreten musste, wurde Turku zunächst zur Hauptstadt des neugeschaffenen Großfürstentums Finnland erkoren. Aus Sicht von Zar Alexander I. war Turku aber zu weit von Sankt Petersburg entfernt, weshalb 1812 der Beschluss erging, die Hauptstadt in das bis dahin unbedeutende Helsinki zu verlegen. Nachdem Helsinki unter der Ägide des Architekten Carl Ludwig Engel zur repräsentativen Hauptstadt ausgebaut worden war, fand die Verlegung 1819 statt. Endgültig wurde die Bedeutung Helsinkis gefestigt, als Turku im großen Stadtbrand von 1827 fast völlig zerstört wurde. Die verheerende Feuersbrunst vernichtete innerhalb eines Tages drei Viertel der Häuser Turkus. Infolge des Brandes wurde die Akademie Turku, ebenso wie die anderen in Turku verbliebenen Institutionen, 1828 nach Helsinki verlegt und in die Universität Helsinki umgewandelt. Damit hatte Turku endgültig seine vorherrschende Stellung in Finnland verloren. Carl Ludwig Engel wurde mit dem Wiederaufbau Turkus beauftragt. Er entwarf einen schachbrettförmigen, brandsicheren Grundriss. Turku blieb für weitere zwanzig Jahre die größte Stadt Finnlands, bis es von Helsinki überholt wurde.
Zur Mitte des 19. Jahrhunderts hin war Turku mit seinen großen Manufakturen neben Helsinki die wichtigste Handwerksstadt Finnlands. Die industrielle Revolution erlebte Turku aber erst um das Jahr 1900. Der Erste Weltkrieg hatte für die Industrie der Stadt positive Folgen, denn die Ausfuhrprobleme betrafen hauptsächlich die Holzwirtschaft, die in Turku keine Rolle spielte. Dagegen konnte Turku dank seiner Lage problemlos Rohstoffe aus dem neutralen Schweden importieren.

### Nach Erlangung der Unabhängigkeit

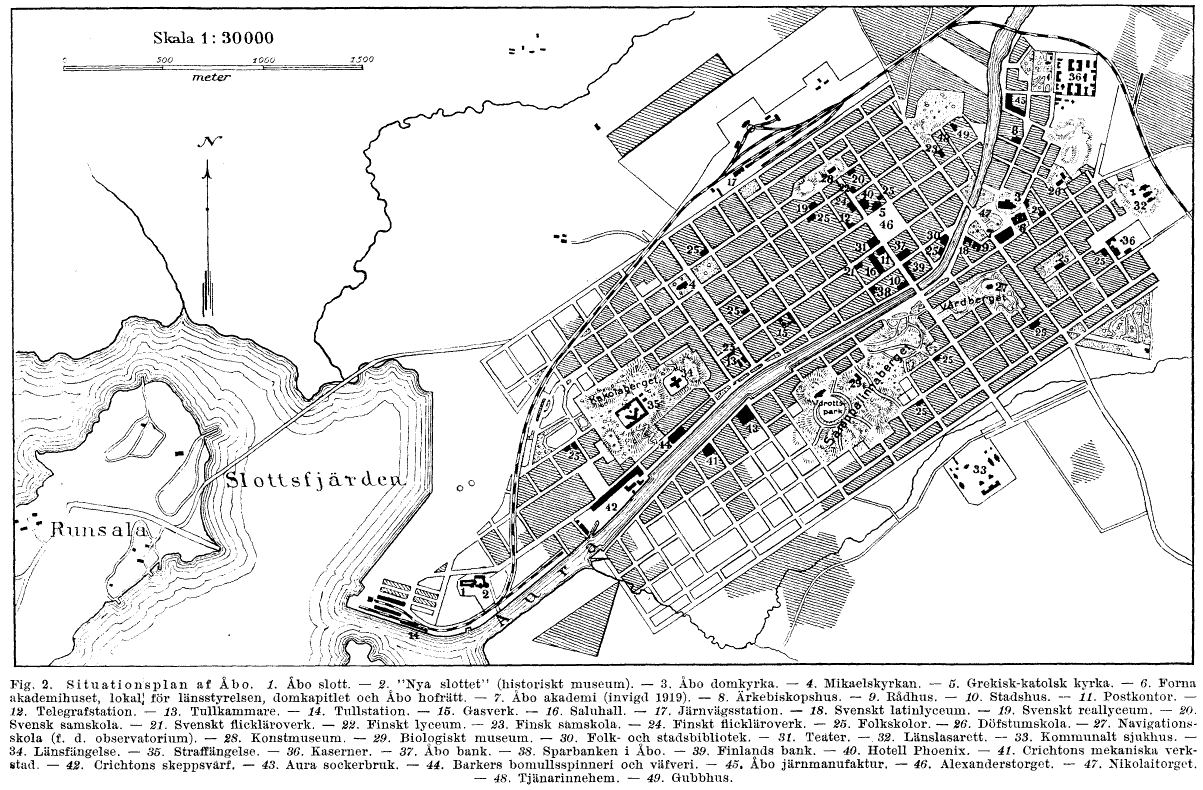
Karte von Turku um 1920

Nachdem Finnland 1917 die Unabhängigkeit erlangt hatte, blieb die Hauptstadt in Helsinki. Schon Ende 1917 war es in Turku zu sozialen Unruhen gekommen, in deren Verlauf die sozialistischen „Roten“ Geschäfte plünderten. Im folgenden Finnischen Bürgerkrieg brachten die Roten Garden die Stadt Ende Januar 1918 unter ihre Kontrolle und hielten sie bis zum 12. April, als deutsche Truppen, die auf Seiten der bürgerlichen Weißen kämpften, in Turku einmarschierten.
1918 erhielt Turku nach 90 Jahren wieder eine Universität, die schwedischsprachige Åbo Akademi. Zwei Jahre später wurde die finnischsprachige Universität Turku gegründet. Im Winterkrieg und im Fortsetzungskrieg erfolgten verschiedene sowjetische Luftangriffe auf die Stadt, die insgesamt 52 Todesopfer unter der Zivilbevölkerung forderten; außerdem wurden 1,8 % der Wohnungen zerstört und 3,3 % schwer beschädigt.

## Bevölkerung
Ende 2005 betrug die Einwohnerzahl von Turku 174.906 Personen. Turku ist nach Helsinki, Espoo, Tampere, Vantaa und Oulu die sechstgrößte Stadt Finnlands. Espoo und Vantaa sind allerdings faktisch Vororte Helsinkis. Der Großraum Turku ist nach der Region Helsinki und dem Großraum Tampere das drittgrößte Ballungszentrum des Landes.

### Selbstverständnis

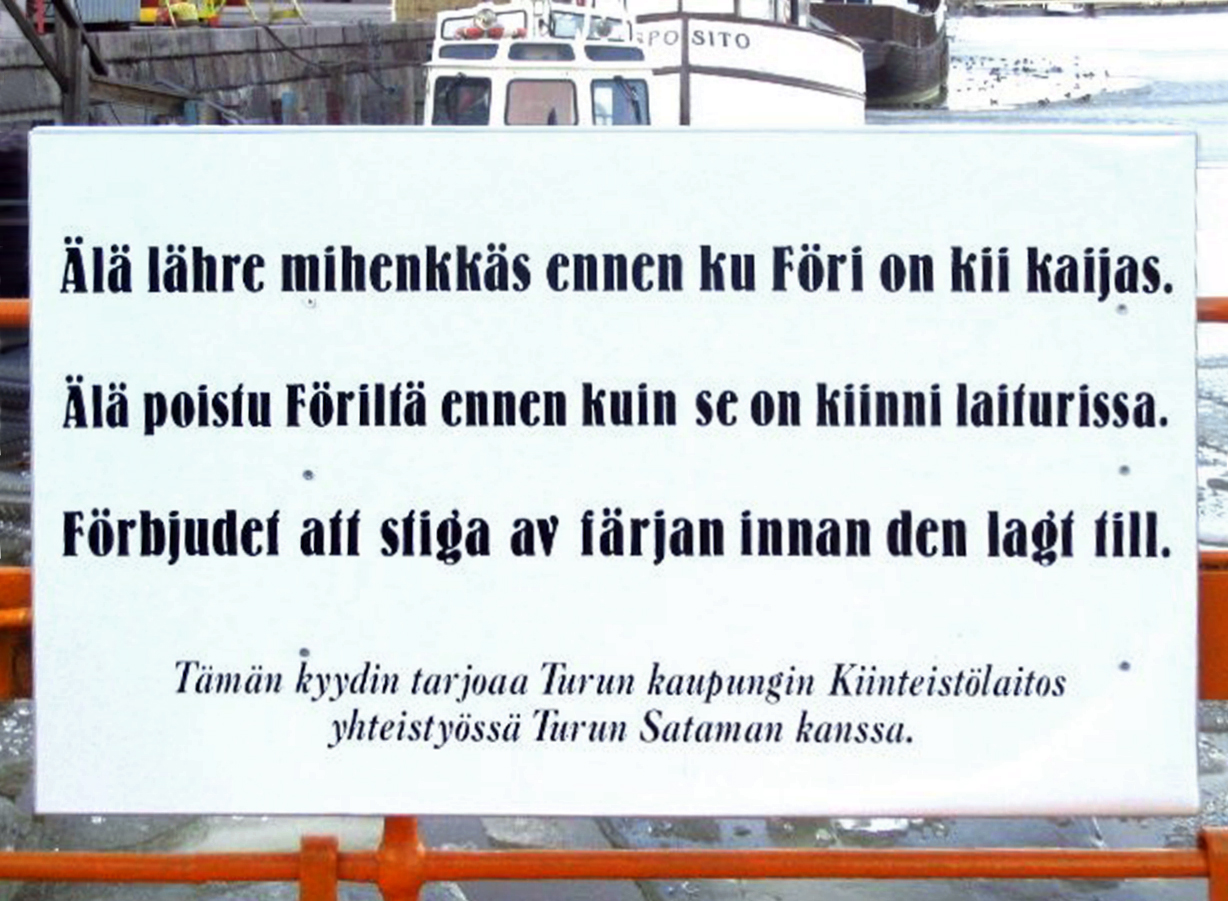
Dreisprachiges Schild an der Fähre über den Aurajoki: Turkuer Dialekt, Finnisch und Schwedisch

Die Turkuer besitzen nicht zuletzt aufgrund der Vergangenheit ihrer Stadt ein ausgeprägtes regionales Selbstbewusstsein. In Turku kursiert ein Sprichwort, nach dem man nicht zu einem Turkuer werden, sondern nur als Turkuer geboren sein kann. Vor allem der lokale Dialekt (Turun murre) ist identitätsstiftend. In dem südwestfinnischen Dialekt werden auch Mundartdichtung und Comics veröffentlicht.
Die Stadt Helsinki, die nicht über eine so lange Geschichte verfügt und die erst im 19. Jahrhundert Hauptstadt wurde, wird von vielen Turkuern als „Emporkömmling“ angesehen. Besonders ausgeprägt ist aber die Rivalität zu Tampere, das Turku in den 1960er Jahren als zweitgrößte Stadt Finnlands überholt hat.

### Bevölkerungsgruppen
Traditionell gab es in Turku einen großen finnlandschwedischen Bevölkerungsanteil. Um 1870 sprach die Hälfte der Bewohner Turkus Schwedisch als Muttersprache. Im Laufe der Zeit nahmen aber viele Finnlandschweden die finnische Sprache an. Zudem erfolgte die Zuwanderung nach Turku hauptsächlich aus finnischsprachigen Gegenden, sodass der Anteil der schwedischsprachigen Bevölkerung konstant sank. Um die Jahrhundertwende war es nur noch ein Viertel, 1950 ein Zehntel. Heute sind 5,2 % der Turkuer schwedischsprachig. Obwohl in Turku der Anteil unter der im finnischen Sprachgesetz festgeschriebenen 6-%-Schwelle liegt, ist die Stadt aufgrund der zahlenmäßigen Größe der schwedischsprachigen Minderheit (9000 Personen) offiziell zweisprachig mit Finnisch als Mehrheits- und Schwedisch als Minderheitssprache. Daher haben beispielsweise sämtliche Straßen einen finnischen und einen schwedischen Namen.
4,2 % der Einwohner Turkus sind Ausländer, hauptsächlich aus Russland, Estland, dem Irak und dem Iran. Für finnische Verhältnisse ist dieser Ausländeranteil hoch. Die steigende Zahl der Einwanderer besonders in den östlichen Vororten der Stadt hat teilweise zu Fremdenfeindlichkeit geführt, was sich in den relativen Wahlerfolgen der nationalistischen Partei Suomen Kansan Sinivalkoiset (Blau-Weiße Front) widerspiegelt. Während in ganz Finnland diese rechtsextreme Partei nie mehr als 0,1 % der Stimmen bekam, konnte sie in Turku, der Heimatstadt ihres Parteivorsitzenden Olavi Mäenpää, im Jahr 2004 mit 3,9 % der Stimmen einen Stadtrat stellen. Dieser war auch in den Nachfolgeorganisationen aktiv. Er wurde 2017 wegen Betrugs zu sieben Monaten Haft verurteilt und starb 2018. Bei der Parlamentswahl 2015 blieb die rechtspopulistische Partei Wahre Finnen aber mit 16,2 % in Turku hinter dem finnischen Landesdurchschnitt von 17,7 % zurück.

### Religionen
Die überwiegende Mehrheit der Bevölkerung Turkus gehört der evangelisch-lutherischen Kirche an. Der Dom von Turku ist Sitz des Erzbischofs von Turku, des Oberhauptes der Evangelisch-Lutherischen Kirche Finnlands. Zum Erzbistum Turku gehören die finnischsprachigen Gemeinden von Varsinais-Suomi und Satakunta.
Außerdem gibt es in Turku eine orthodoxe Gemeinde. Ihre Hauptkirche ist die repräsentativ am zentralen Marktplatz gelegene Kaiserin-Alexandra-Märtyrerinnen-Kirche. Die Rotunde ist dem Pantheon in Rom nachempfunden und wurde 1845 nach Plänen von Carl Ludwig Engel fertiggestellt.
Es gibt auch eine kleine katholische Pfarrei in Turku, die Gemeinde der heiligen Birgitta und des seligen Hemming. Die Kirche von Turku wurde 1966 gebaut und befindet sich im Zentrum der Stadt. Die katholische Gemeinde ist besonders durch die Zuwanderung asiatischer und polnischer Immigranten gewachsen. Neben der katholischen Gemeinde hat sich auch der Orden der Birgitten, ein katholischer Konvent, in Turku niedergelassen.
Seit dem 19. Jahrhundert ist in Turku eine kleinere Gruppe von muslimischen Tataren ansässig, daneben sind in letzter Zeit muslimische Immigranten eingewandert. Die jüdische Gemeinde von Turku hat ungefähr 120 Mitglieder. Die Synagoge von Turku ist neben der in Helsinki die einzige in Finnland.
Von Turku aus wird alljährlich am 24. Dezember um 12 Uhr mittags der Weihnachtsfrieden für ganz Finnland ausgerufen.

### Einwohnerentwicklung
Bis etwa 1970 nahm die Einwohnerzahl Turkus konstant zu. Darauf folgte eine Phase leichten Rückgangs, bis die Einwohnerzahl ab 1990 wieder zu steigen begann.

Entwicklung der Einwohnerzahl von 1891 bis 2005

| Jahr | Einwohner |
| ---- | --------- |
| 1860 | 16.870    |
| 1870 | 19.617    |
| 1880 | 23.947    |
| 1890 | 30.096    |
| 1900 | 31.658    |
| 1910 | 41.993    |
| 1920 | 45.408    |
| 1930 | 53.681    |

| Jahr | Einwohner |
| ---- | --------- |
| 1940 | 065.475   |
| 1950 | 100.514   |
| 1960 | 123.285   |
| 1970 | 155.069   |
| 1980 | 163.933   |
| 1990 | 159.539   |
| 2000 | 172.107   |
| 2005 | 174.824   |

## Politik
Turku ist die Hauptstadt der Landschaft (Maakunta/landskap) Varsinais-Suomi. Daneben ist die Stadt als Sitz des Erzbischofs von Turku, des Oberhauptes der finnischen evangelisch-lutherischen Kirche, und des Domkapitels von Turku das kirchliche Zentrum Finnlands.

### Stadtrat
Wie in allen finnischen Städten ist auch in Turku der Stadtrat (finn. kaupunginvaltuusto) die höchste Entscheidungsinstanz bei lokalen Angelegenheiten. Dazu zählen Stadtplanung, Schulen, Gesundheitswesen und öffentlicher Verkehr. Der aus 67 Mitgliedern bestehende Rat wird auf vier Jahre gewählt.
Die stärkste Partei in Turku ist die konservative Sammlungspartei, gefolgt von den Sozialdemokraten. Diese beiden Parteien dominieren seit Jahrzehnten die Politik Turkus, während die dritte große Partei des Landes, die finnische Zentrumspartei, wie in anderen Großstädten nur eine untergeordnete Rolle spielt. Auch das Linksbündnis und der Grüne Bund sind mit Wahlergebnissen im zweistelligen Prozentbereich verhältnismäßig stark.
- VAS: 11
- SDP: 13
- VIHR: 10
- RKP: 3
- KESK: 3
- Liike Nyt: 1
- KOK: 16
- KD: 1
- PS: 9

| Partei                        | Wahlergebnis | Sitze |
| ----------------------------- | ------------ | ----- |
| Sammlungspartei (Kok)         | 23,2 %       | 16    |
| Sozialdemokraten (SDP)        | 18,5 %       | 13    |
| Linksbündnis (Vas)            | 16,2 %       | 11    |
| Grüner Bund (Vhr)             | 14,4 %       | 10    |
| Basisfinnen (PS)              | 13,1 %       | 09    |
| Schwedische Volkspartei (RKP) | 05,4 %       | 03    |
| Zentrumspartei (Kesk)         | 04,5 %       | 03    |
| Liike Nyt („Bewegung Jetzt“)  | 02,2 %       | 01    |
| Christdemokraten (KD)         | 01,4 %       | 01    |

Die Wahlbeteiligung lag 2021 bei 55,7 %.
Der Stadtdirektor (finn. kaupunginjohtaja) von Turku ist dem Stadtrat unterstellt und wird von diesem ernannt. Seine Aufgabe ist es, die Verwaltung zu führen und den Haushalt der Stadt zu verwalten. Seit 2006 hat Mikko Pukkinen von der Sammlungspartei diesen Posten inne.

### Wappen
Blasonierung: „In Blau ein goldenes, stilisiertes „A“, kreuzweise begleitet von vier silbernen Lilien. Auf dem Schildrand eine mit silbernen Perlen besteckte goldene Blattkrone mit wechselnd rechteckigen blauen und rautigen roten Steinen im Kronenring.“
Das Wappen geht auf ein mittelalterliches Siegel aus dem Jahr 1309 zurück. Der Buchstabe „A“ steht für Aboa, die lateinische Namensform Turkus, während die Lilien mit der Jungfrau Maria, der Schutzpatronin des Doms von Turku, assoziiert werden. Die Krone weist auf das historische Herzogtum Finnland hin, das der heutigen Landschaft Varsinais-Suomi entspricht.

### Städtepartnerschaften
Turku unterhält mit folgenden Städten Partnerschaften:
- Bergen (Norwegen, seit 1946)
- Göteborg (Schweden, seit 1946)
- Aarhus (Dänemark, seit 1946)
- Sankt Petersburg (Russland, seit 1953, 2022 wegen des russischen Angriffskrieges gegen die Ukraine auf unbestimmte Zeit ausgesetzt)
- Danzig (Polen, seit 1958)
- Constanța (Rumänien, seit 1958)
- Rostock (Deutschland, seit 1958)
- Warna (Bulgarien, seit 1963)
- Köln (Deutschland, seit 1967)
- Szeged (Ungarn, seit 1971)
- Bratislava (Slowakei, seit 1976)
- Florenz (Italien, seit 1992)
- Tartu (Estland, seit 2008)
- Charkiw (Ukraine, seit 2022)

Mit seinen skandinavischen Partnerstädten verbindet Turku, dass sie alle „zweite Städte“ ihres Landes mit einer langen Geschichte sind. Daneben hat Turku Kooperationsverträge mit der estnischen Stadt Tallinn und mit Tianjin in der Volksrepublik China.

## Kultur und Sehenswürdigkeiten

### Museen

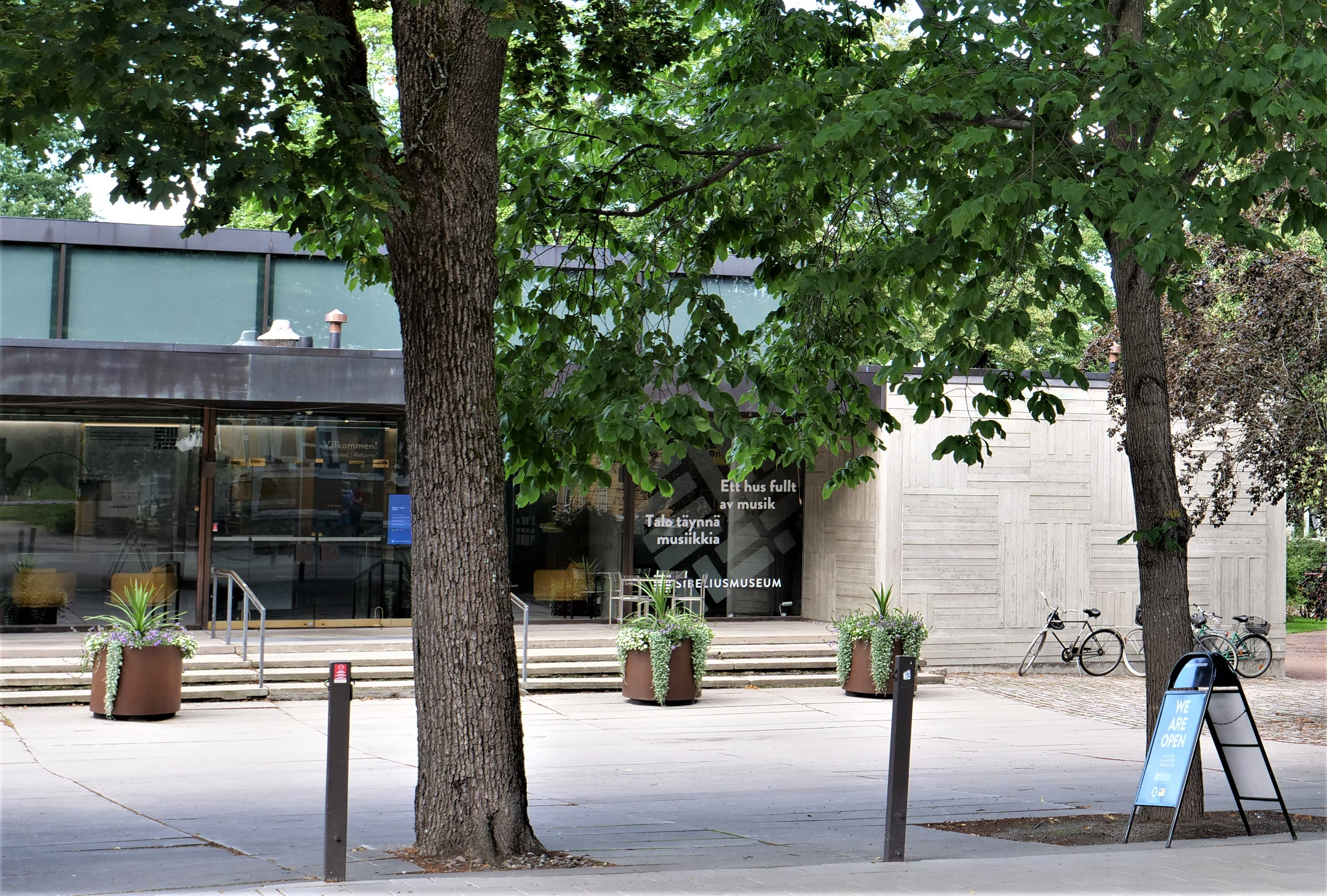
Sibelius-Museum

Im Zentrum oder in der Nähe zum Zentrum gibt es über zehn Galerien in den Bereichen Bildhauerei, Fotografie und Malerei. Unweit des Doms (siehe Bauwerke), am Ufer des Aurajoki, befindet sich das Sibelius-Museum, das nicht nur den finnischen Komponisten Jean Sibelius würdigt, sondern auch eine Sammlung von Musikinstrumenten beherbergt. Etwa 500 m weiter südwestlich befindet sich das Museum Aboa Vetus & Ars Nova, das Ausgrabungen aus dem 14. Jahrhundert und moderne Kunst ausstellt.

### Bauwerke

#### Burg Turku

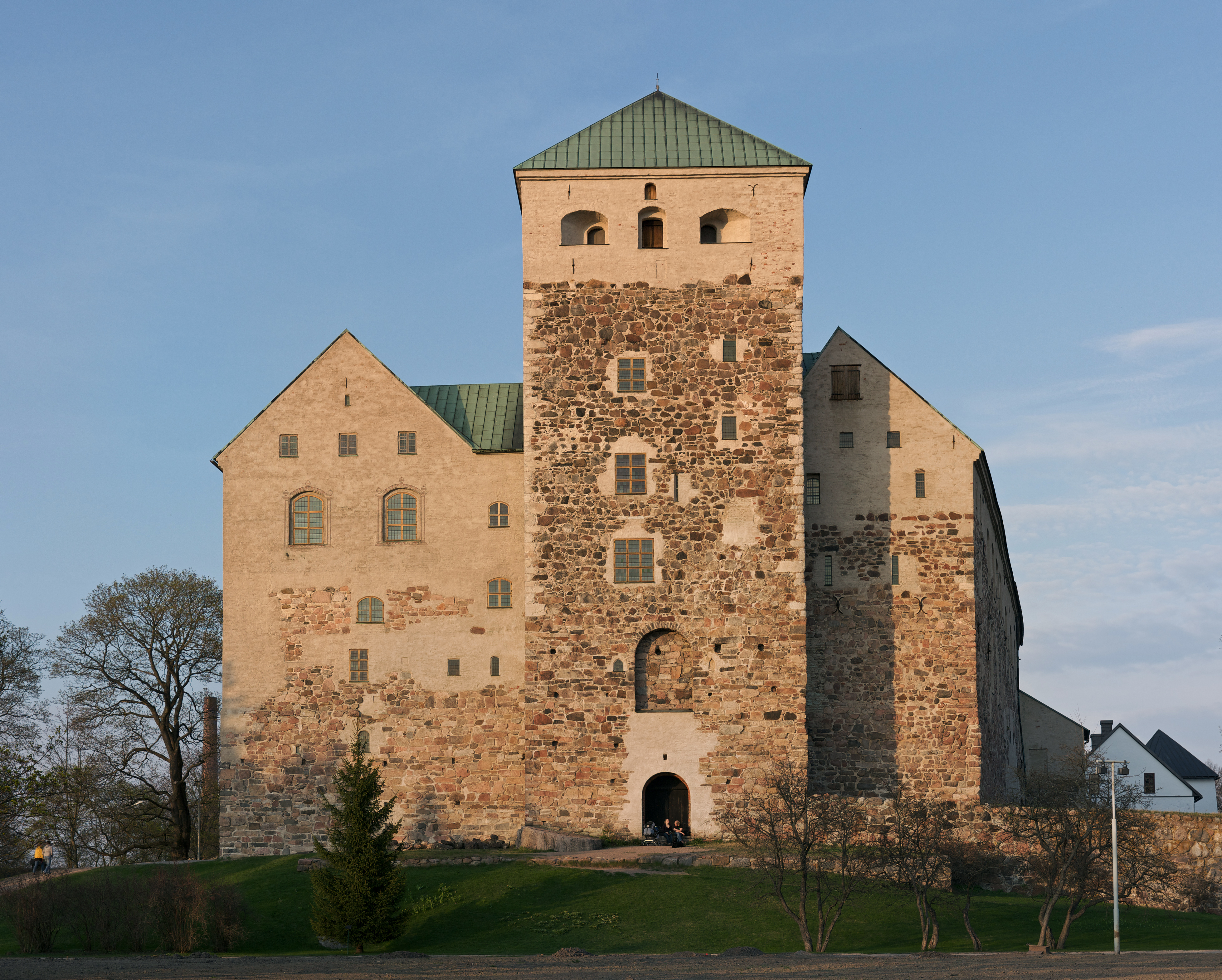
Burg Turku

Die Burg Turku liegt unweit des Hafens am nördlichen Ufer des Aurajoki. Sie ist eines der wenigen Beispiele für die Burgenarchitektur Finnlands und zugleich das größte erhaltene mittelalterliche Gebäude des Landes. Die Burg wurde wahrscheinlich um 1280 gegründet und lag damals noch auf einer Flussinsel an der Mündung des Aurajoki. Sie wurde mehrfach umgebaut und erhielt im 16. Jahrhundert durch den Bau der Vorburg im Renaissance-Stil ihre heutige Form. Zu jener Zeit diente die Burg Turku Johann III., dem Herzog von Finnland, und seiner Frau Katharina Jagiellonica als Residenz. Im Zweiten Weltkrieg wurde sie bei einem sowjetischen Bombenangriff stark beschädigt, bis 1961 wurde sie aber wieder instand gesetzt. Heute beherbergt die Burg das Historische Museum der Stadt Turku.

#### Kirchen

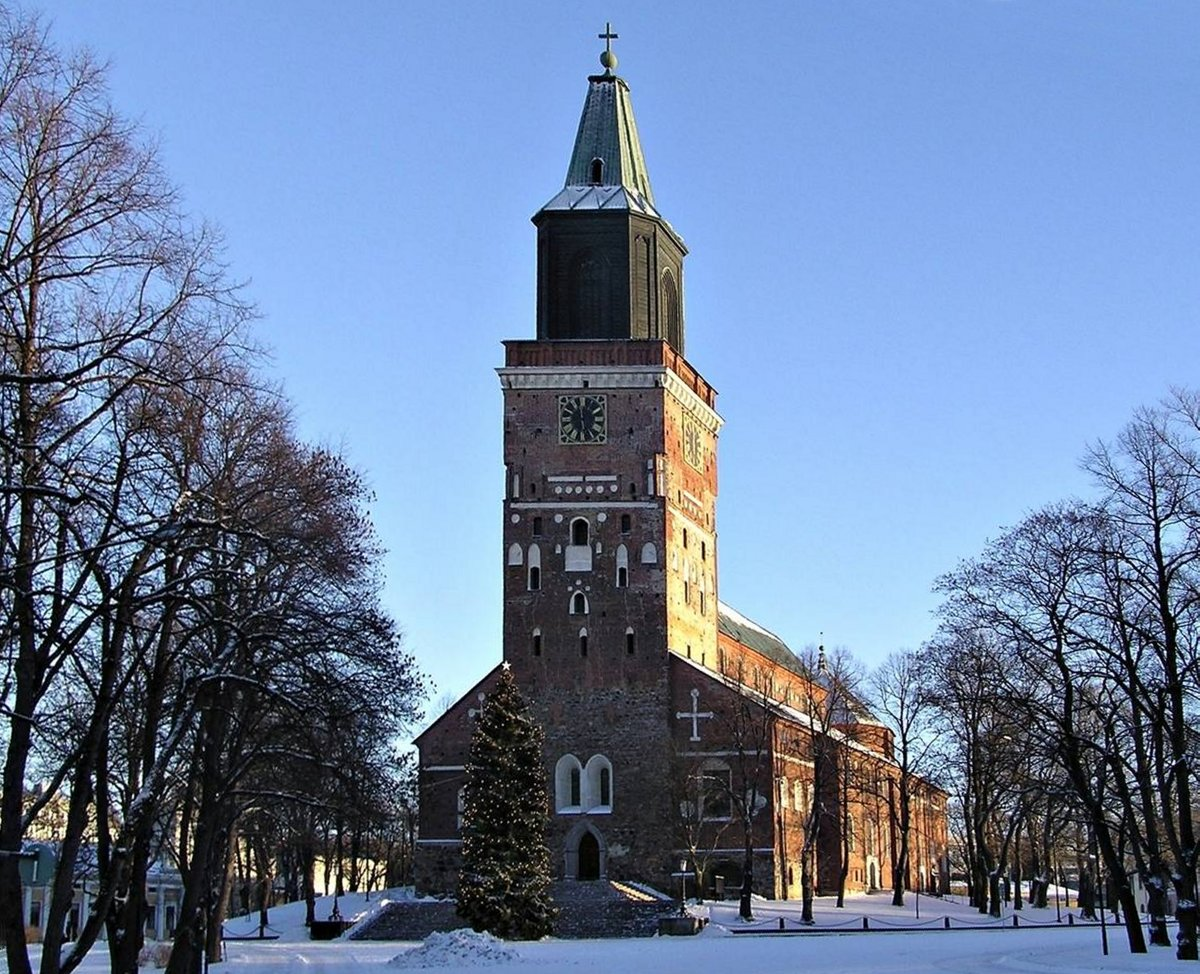
Dom von Turku

Der Dom von Turku ist das Wahrzeichen Turkus und als Sitz des Erzbischofs von Turku die Hauptkirche der Evangelisch-Lutherischen Kirche Finnlands. Zugleich ist er das bedeutendste Beispiel für den mittelalterlichen Kirchenbau Finnlands. Der Bau des Domes begann Ende des 13. Jahrhunderts, geweiht wurde er wahrscheinlich im Jahr 1300. Es ist aber unklar, ob es sich bereits um den Steinbau, der den Kern der heutigen Kirche bildet, oder einen hölzernen Vorgängerbau handelte. Womöglich wurde der steinerne Dom erst Ende des 14. oder Anfang des 15. Jahrhunderts erbaut. In jedem Fall ist der Dom von Turku aber die älteste erhaltene Kirche auf dem finnischen Festland. Im 15. Jahrhundert wurde der Dom mehrfach erweitert, sodass er als einzige mittelalterliche Kirche in Finnland die Größe mitteleuropäischer Kathedralen erreichte. Er zeigt deutlich den Einfluss der deutschen Backsteingotik. In den nächsten Jahrhunderten wurde der Dom mehrfach umgebaut und erweitert; zuletzt musste er nach dem Stadtbrand von 1827 instand gesetzt werden. Dabei erhielt er die von Carl Ludwig Engel entworfene Turmspitze. In der Kirche befinden sich die Grabmäler vieler bedeutender Persönlichkeiten, darunter etwa der schwedischen Königin Karin Månsdotter.

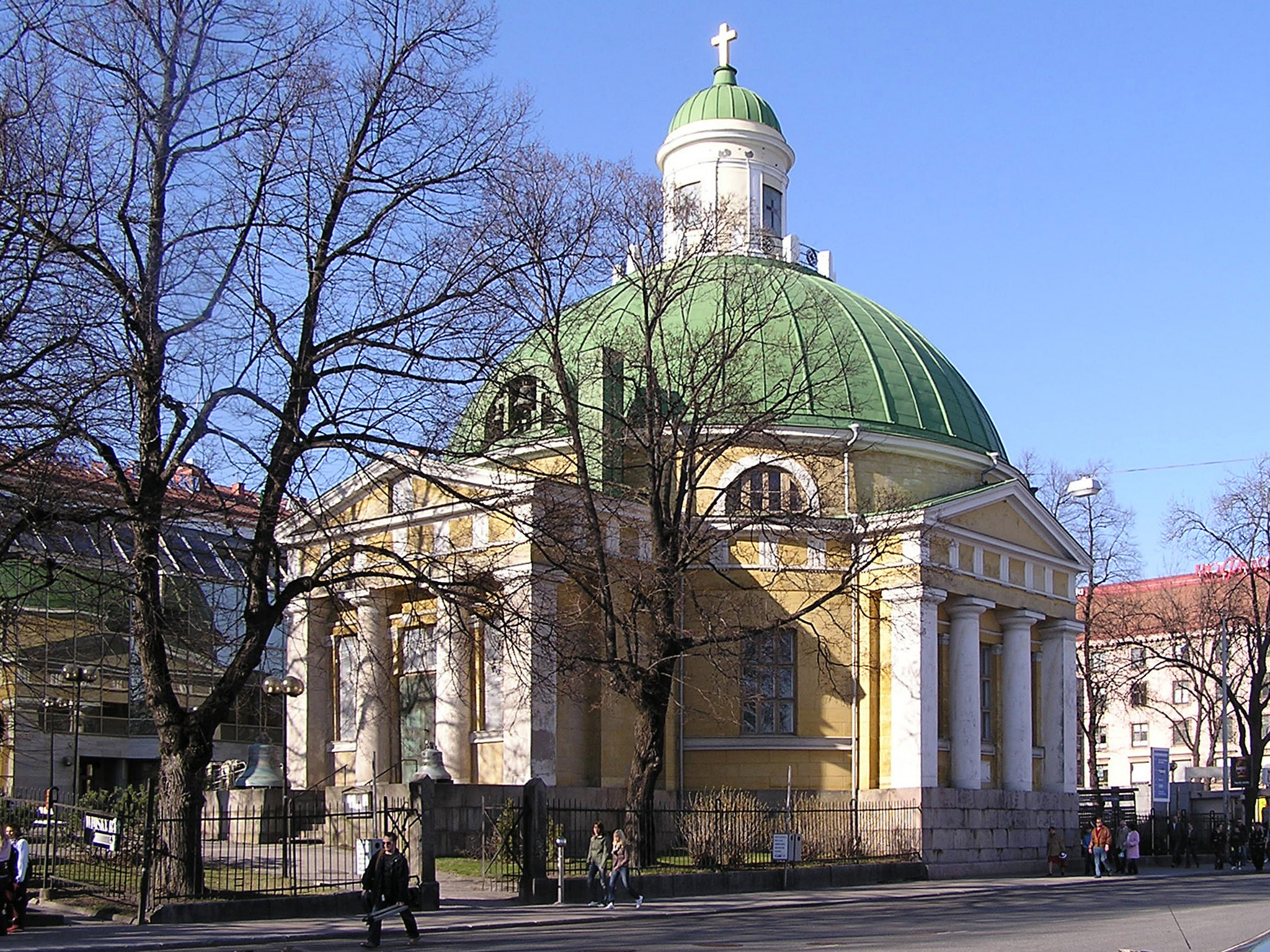
Die orthodoxe Kaiserin-Alexandra-Märtyrerinnen-Kirche

In den Stadtteilen Turkus befinden sich zwei weitere mittelalterliche Kirchen, die beide Mitte des 15. Jahrhunderts errichtet wurden: Die Kirche von Maaria war die Pfarrkirche der 1967 eingemeindeten Gemeinde Maaria. Die St.-Katharinen-Kirche diente ursprünglich als Kirche von Kaarina, liegt aber seit 1939 im Stadtgebiet von Turku. Beide Kirchen sind von bescheideneren Ausmaßen als der Dom, können aber als guterhaltene Beispiele für die mittelalterlichen Feldsteinkirchen Finnlands gelten. Von der im 13. Jahrhundert erbauten Bischofskirche von Koroinen sind hingegen nur die Fundamente erhalten.
Am Marktplatz befindet sich die orthodoxe Kaiserin-Alexandra-Märtyrerinnenkirche. Die klassizistische Rundkirche wurde 1839–1845 nach Plänen von Carl Ludwig Engel errichtet.
Auf der Insel Hirvensalo befindet sich die Ökumenische „Kunstkapelle“ (finn. taidekappeli), eine 2005 eingeweihte Holzkirche, die auch als Konzert- und Ausstellungsraum dient.

#### Sonstige Bauwerke

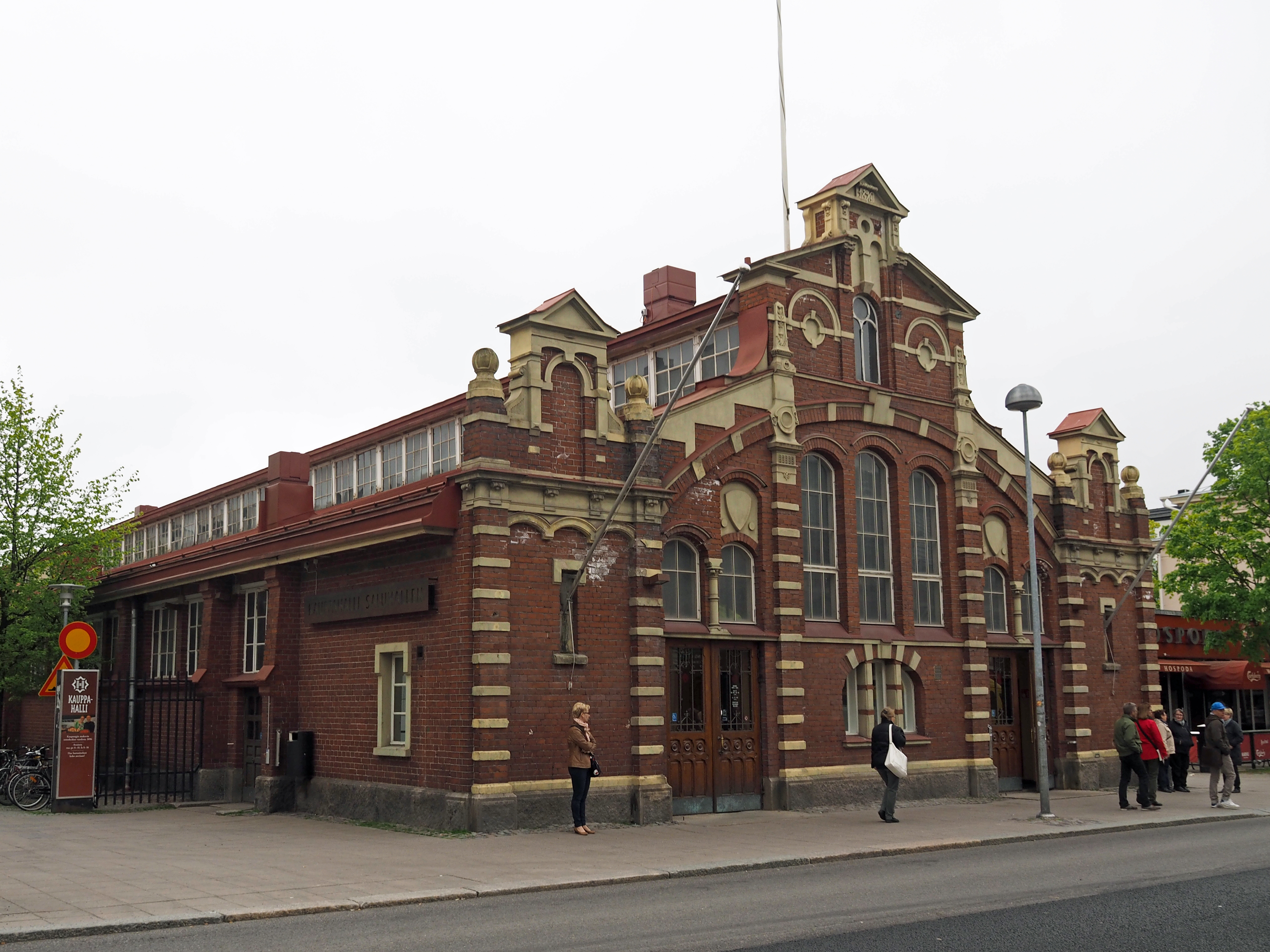
Markthalle von 1896

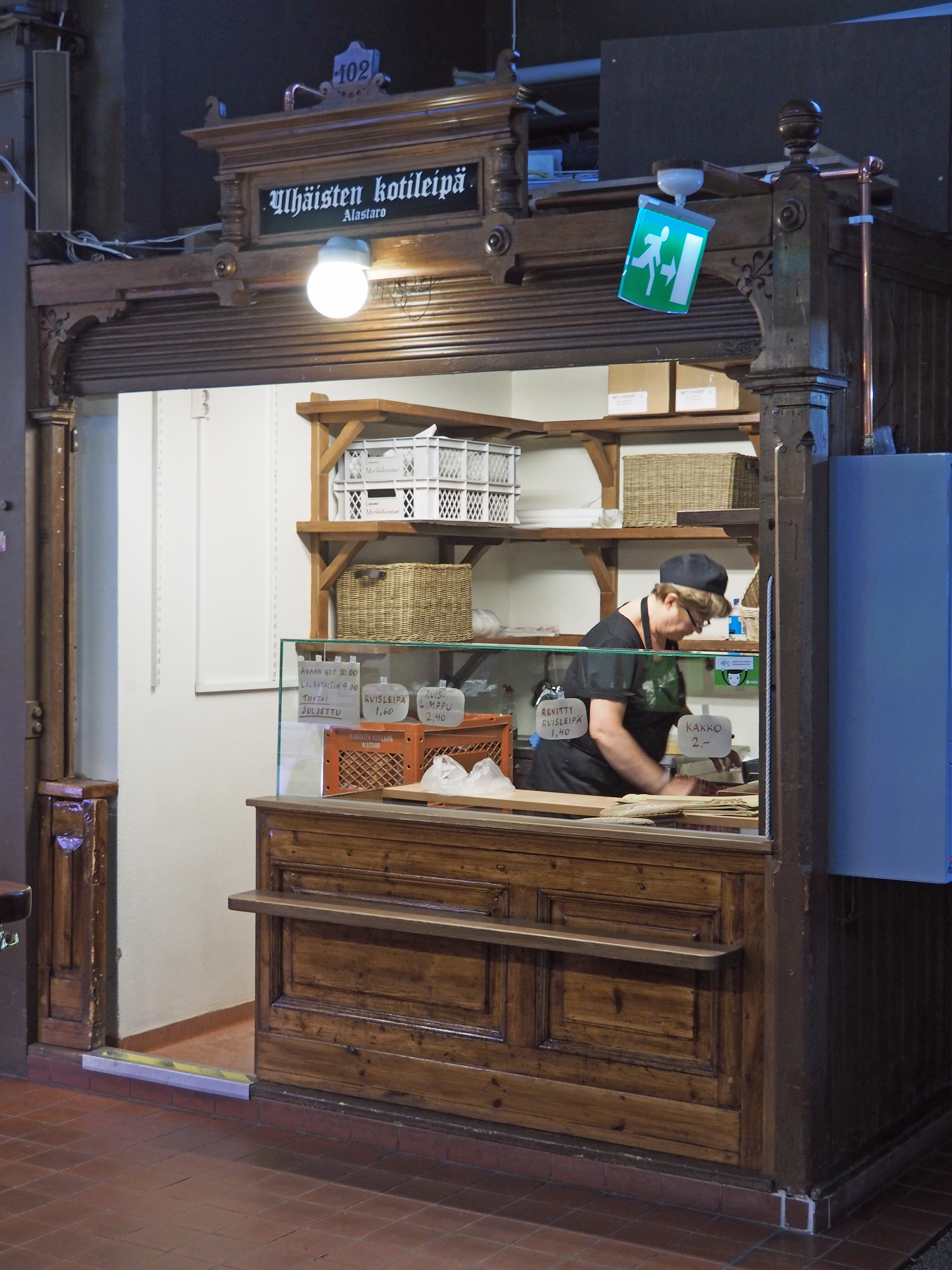
Brotverkauf in der Markthalle

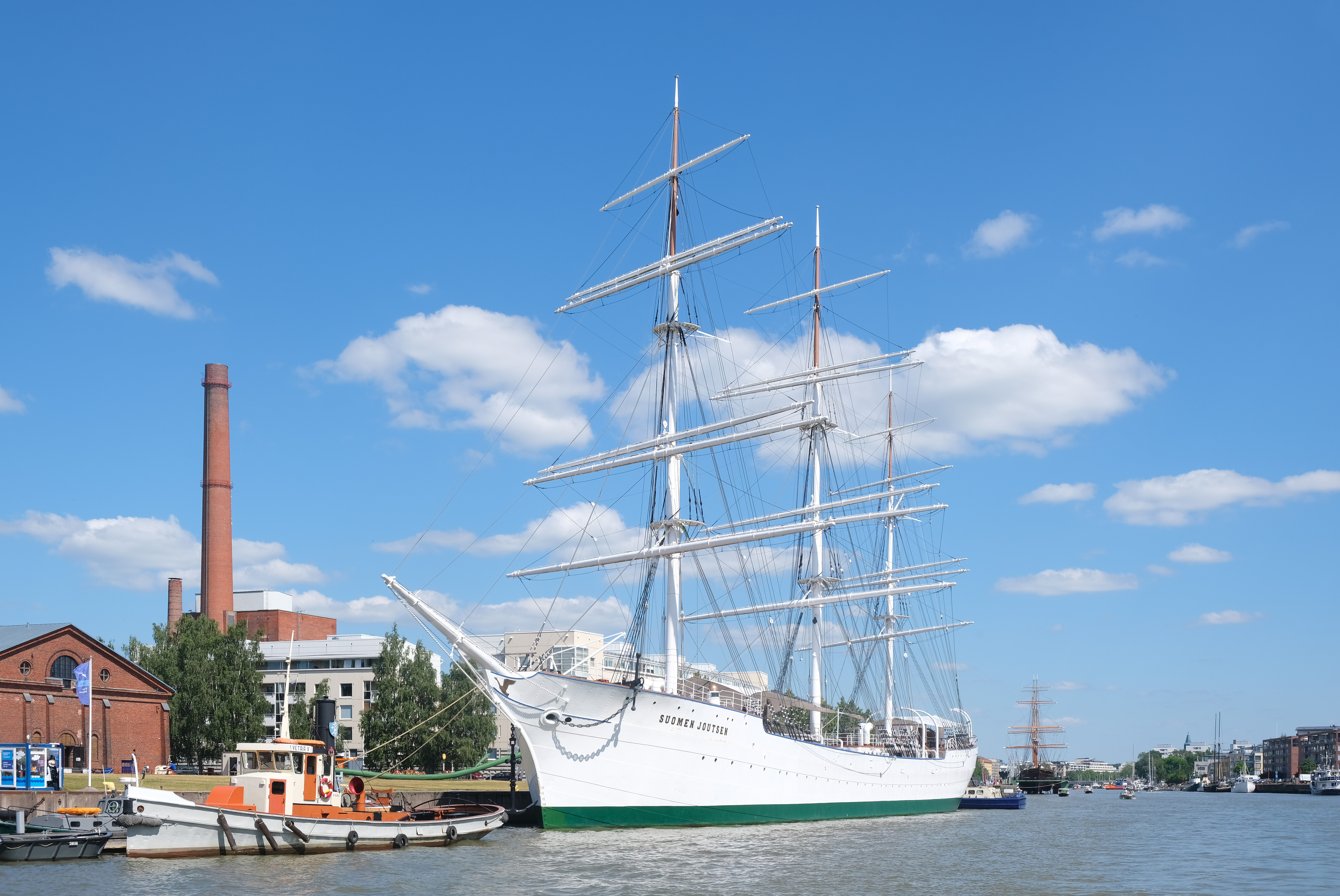
Suomen Joutsen

Die Markthalle in der Eerikinkatu, entworfen vom Architekten Gustaf Nyström, wurde 1896 eröffnet. Sie ist 118,50 Meter lang, 30 Meter breit und 13 Meter hoch. Die ursprünglichen Strukturen der Dachkonstruktion sind noch in ihrem Ursprung erhalten. In der Halle befinden sich etwa vierzig Verkaufsstände. Hier werden neben lokalen südwestfinnischen Spezialitäten traditionelles Brot, Fisch, Milch, Fleisch und auch Pferdewürstchen angeboten. Auch ein Blumenladen, ein Friseur, ein Café, Souvenirläden sowie weitere Verkaufsshops sind vorhanden. Fast 2 Millionen Besucher verzeichnet die Halle jährlich.
Der Fernmeldeturm Pääskyvuori (Pääskyvuoren linkkitorni) ist 134 Meter hoch und wurde 1964 erbaut.

### Weitere Sehenswürdigkeiten
- historisches Observatorium von 1819 (erbaut von Carl Ludwig Engel)
- Rathaus
- Forum marinum (Seefahrtsmuseum)
- Der Dreimaster Suomen Joutsen (Finnischer Schwan) und die Schonerbark Sigyn auf dem Aurajoki
- Das Freilichtmuseum und Kunsthandwerkmuseum Luostarinmäki auf dem Klosterbacken besteht aus einem Stadtteil, der den Stadtbrand von 1827 unversehrt überstanden hat. Seit dieser Zeit wurden keine baulichen Veränderungen vorgenommen. Auf Modernisierungen im Innern der Häuser wurde ebenfalls verzichtet, so dass das Museum einen realistischen Eindruck von den Lebensumständen zu Beginn des 19. Jahrhunderts gibt.
- Apothekenmuseum am Aurajoki (Verkaufsraum aus einer alten Apotheke in Oulu, im hinteren Teil Ausstellung alter Apothekergeräte)
- Synagoge

## Auszeichnungen

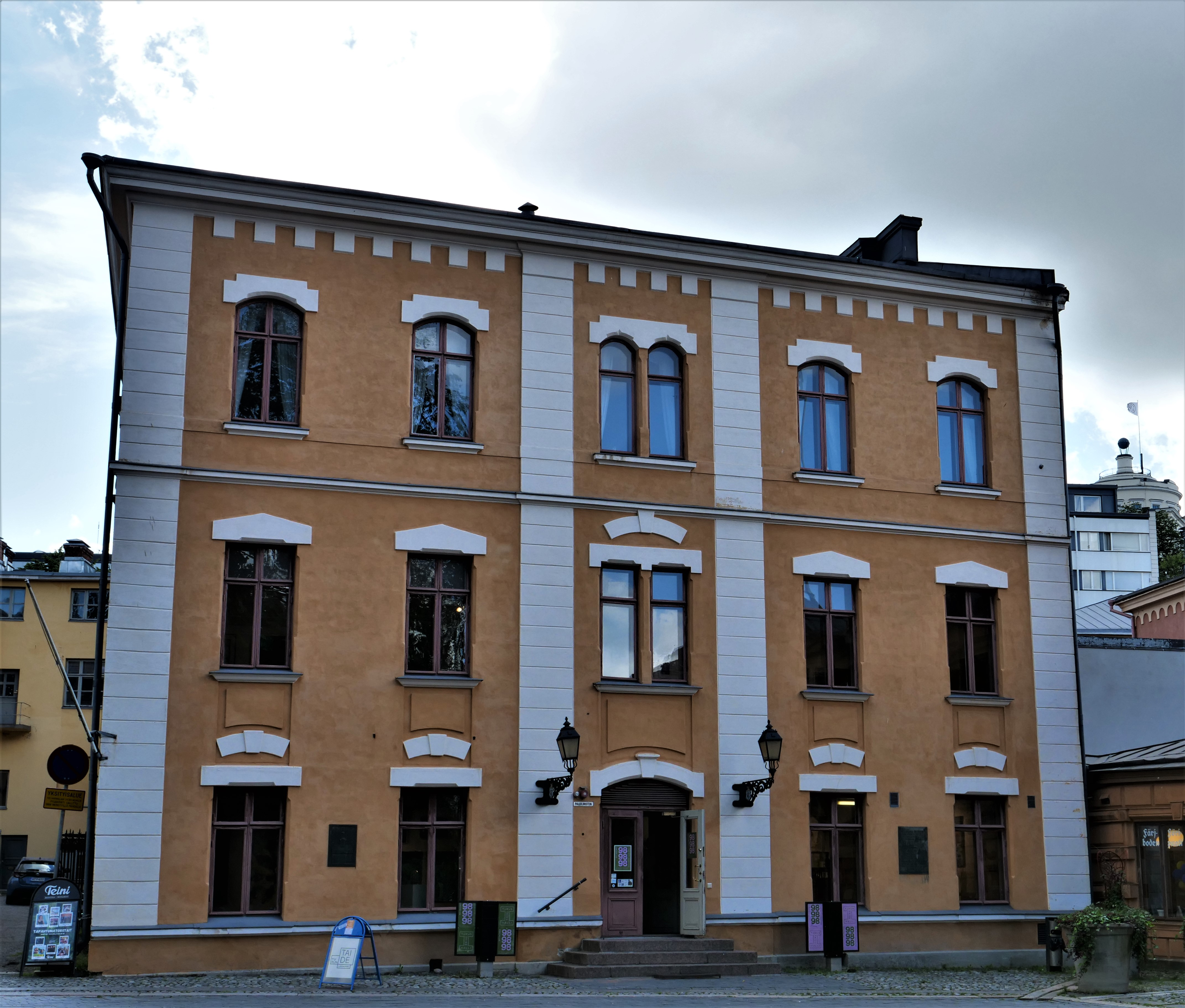
Teilrestauriertes Altes Rathaus

Turku war gemeinsam mit Tallinn Kulturhauptstadt Europas des Jahres 2011. Das Kulturhauptstadtprogramm wurde am 15. Januar 2011 eröffnet und steht unter dem Motto „Turku in Flammen“. Dies soll einerseits eine Anspielung auf die vielen Brandkatastrophen sein, die im Laufe der Geschichte die Stadt heimgesucht haben. Andererseits ist es als Würdigung der künstlerischen Dynamik und Kreativität Turkus zu verstehen.
Für die Feierlichkeiten wurde unter anderem eine ehemalige Reparaturhalle für Lokomotiven zum neuen Kulturzentrum Logomo umgebaut und wurden die Wege am Fluss Aura restauriert.
2014 wurde Turku der Titel „Reformationsstadt Europas“ durch die Gemeinschaft Evangelischer Kirchen in Europa verliehen.

## Sport
Bekanntester Sportverein der Stadt ist Turun Palloseura (TPS), dessen Eishockeymannschaft und Fußballmannschaft in der jeweils höchsten Liga Finnlands spielen und mehrfach den Meistertitel gewannen. Mit Inter Turku ist die Stadt zudem mit einem zweiten Verein in der ersten Fußballliga vertreten. Sowohl TPS als auch Inter tragen ihre Heimspiele im Veritas-Stadion in Kupittaa aus, das über 9000 Zuschauern Platz bietet. Die Eishockeyspiele von TPS finden in der 1990 eröffneten Multifunktionshalle HK-areena (inzwischen umbenannt in „Gatorade Center“) statt.
Daneben existiert im Sportpark Turku das Paavo-Nurmi-Stadion, das 13.000 Zuschauern Platz bietet. Benannt ist das Stadion nach dem in Turku geborenen Paavo Nurmi (1897–1973), der bei Olympischen Spielen neun Goldmedaillen in Laufwettbewerben gewann. Seit 1992 wird in Turku der Paavo-Nurmi-Marathon veranstaltet. Der Orientierungslaufverein Turun Suunnistajat feierte in den Jahren um 2000 seine größten Erfolge.

## Wirtschaft
Als Verkehrsknotenpunkt ist Turku Warenumschlagsort und Verarbeitungszentrum der umliegenden, landwirtschaftlich geprägten Landesteile. Über den Seehafen und den Flughafen wird zusätzlich auch Passagierverkehr abgewickelt (siehe Abschnitt Verkehr).
Von diversen Werften ist in der Gegenwart nur mehr Meyer Turku OY (ehemals Wärtsilä) als Großwerft mit etwa 2000 Arbeitnehmern übrig geblieben. Diese zählt zu den weltweit führenden im Bau von Fähren und Kreuzfahrtschiffen. Mit der Icon of the Seas entstand hier das größte Kreuzfahrtschiff der Welt.
Ein bedeutender Wirtschaftsfaktor sind auch die verschiedenen Hochschulen und Forschungseinrichtungen; so beschäftigt beispielsweise Bayer Pharma in Turku 600 Mitarbeiter, die Arzneimittel entwickeln und herstellen, und die Wärtsilä Corporation unterhält, nach dem Rückzug aus dem Schiffbau, noch eine Fortbildungsakademie in Turku.
Mit den Gründungszentren SciencePark, BioCity, PharmaCity & DataCity wird aktiv in Zukunftstechnologien investiert.

## Bildung
Turku hat drei Universitäten:

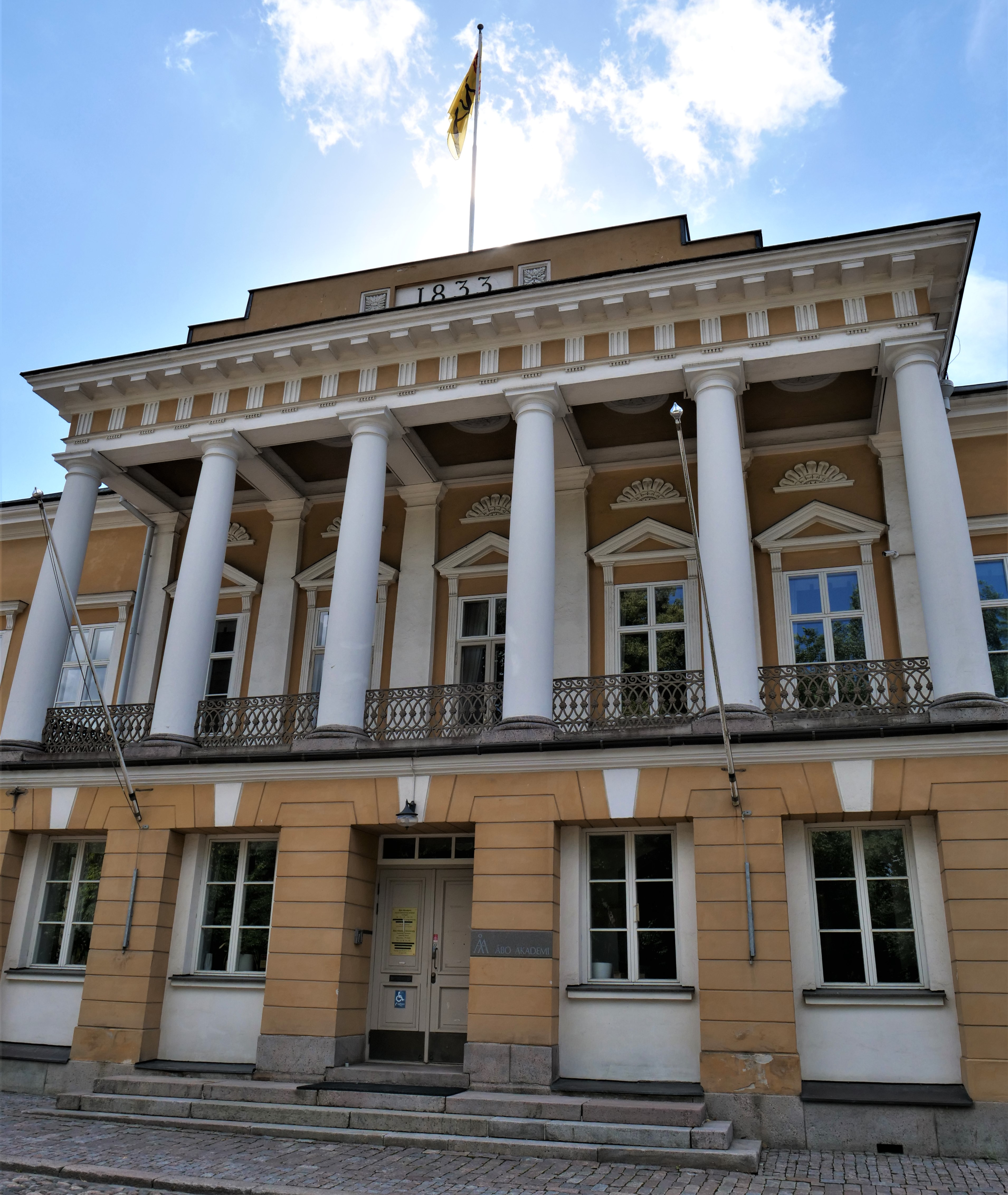
Säulenportal der Åbo Akademi

- Die finnischsprachige Universität Turku integrierte 2010 die Handelshochschule Turku.
- Die Turku University of Applied Sciences.
- Die Åbo Akademi ist die einzige rein schwedischsprachige Universität Finnlands.

Auch die schwedische Novia University of Applied Science hat Niederlassungen in Turku. Außerdem bestehen hier mehrere Berufshochschulen.
Mit den diversen Hochschulen, Akademien und forschenden Unternehmen, etwa in den Gründungszentren, ist Turku ein bedeutender Forschungsstandort Finnlands.

## Verkehr

### Schiff

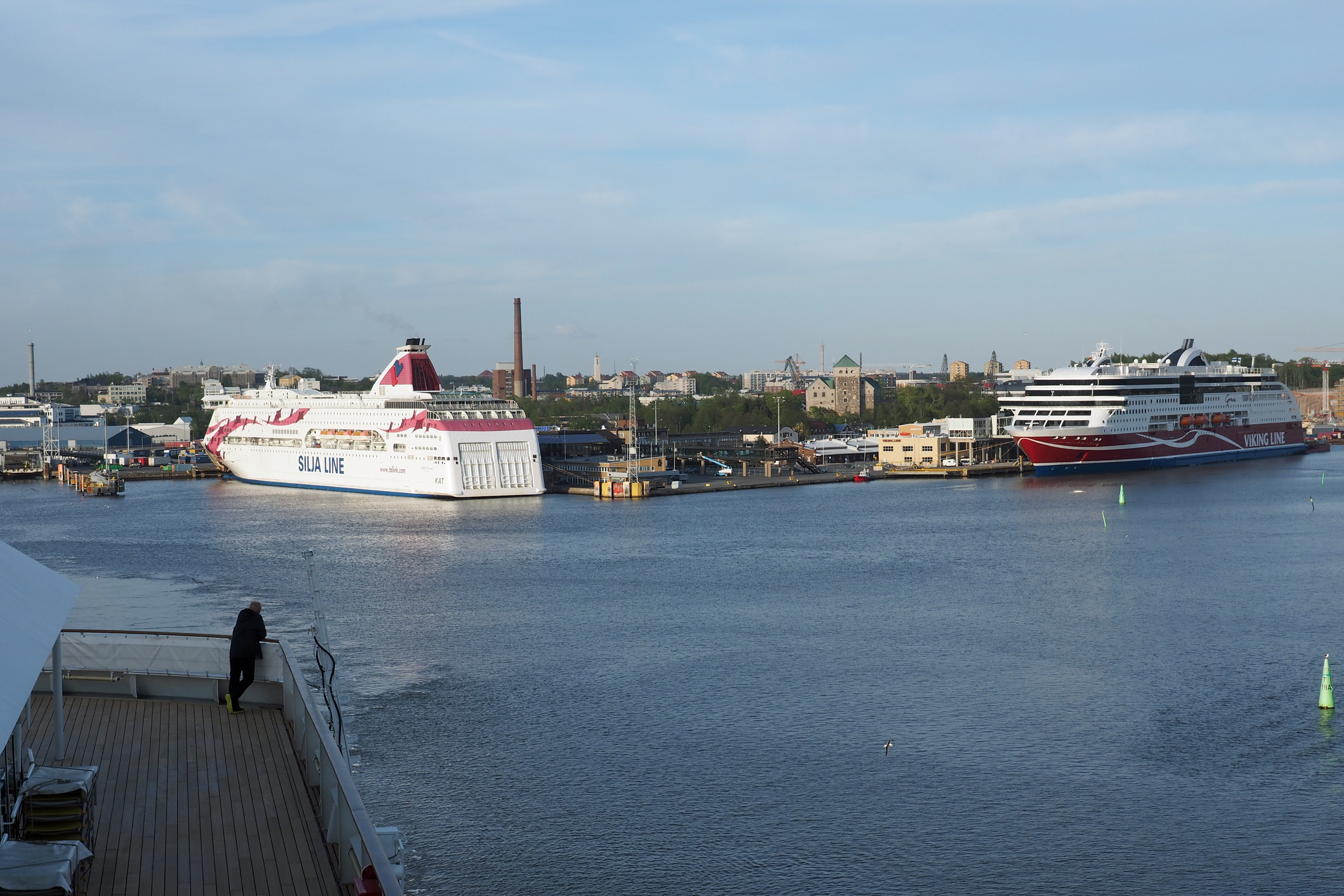
Baltic Princess der Silja Line und Grace der Viking Line im Hafen von Turku (in der Mitte die Burg Turku)

Der Hafen von Turku liegt an der Mündung des Aurajoki in unmittelbarer Nähe der Burg von Turku. Er ist zusammen mit dem Hafen von Kotka nach Helsinki der zweitgrößte des Landes. Jährlich werden vier Millionen Tonnen Fracht umgeschlagen, und vier Millionen Passagiere passieren den Hafen. Die Fährlinien Silja Line und Viking Line verkehren täglich über Mariehamn, die Hauptstadt der autonomen Provinz Åland, nach Stockholm. Reisen mit den sogenannten „Schwedenschiffen“ (ruotsinlaiva), die an Bord Restaurants, Nachtclubs und Tax-Free-Shops bieten, sind seit langem populär. Wöchentlich bestehen Fährverbindungen nach Travemünde, Hamburg, Lübeck, Antwerpen, Harwich und Paldiski. Daneben verbinden kleinere Fähren Turku mit dem vorgelagerten Schärenmeer und mit Naantali.
Die Personenfähre Föri pendelt zwischen den Ufern des Aurajoki und kann unentgeltlich genutzt werden.

### Luftverkehr
Der Flughafen Turku befindet sich acht Kilometer nördlich des Stadtzentrums an der Grenze zur Nachbargemeinde Rusko. Mit 339.920 Fluggästen pro Jahr (2006) ist er der fünftgrößte Flughafen Finnlands. Der Flughafen wird hauptsächlich regional aus anderen Städten Finnlands und den Nachbarländern angeflogen; jedoch werden auch einige überregionale Routen bedient.

### Bahn
An das Eisenbahnnetz ist Turku seit der Fertigstellung der Strecke Hämeenlinna–Tampere–Turku im Jahr 1876 angeschlossen. Die Küstenstrecke nach Karis wurde 1899 eröffnet und 1902 bis Helsinki verlängert. 1924 folgte die Strecke nach Uusikaupunki; sie wird nur noch für den Güterverkehr benutzt. Zwischen Turku und der Hauptstadt Helsinki verkehren jährlich etwa 1,2 Millionen Passagiere mit Hochgeschwindigkeitszügen der Baureihe VR Sm3. Heute hat Turku drei Personenbahnhöfe. Turku Hauptbahnhof verfügt über eine Verladestelle für Autoreisezüge.

### Eingestellter Straßenbahnbetrieb
Bis in die Mitte des 20. Jahrhunderts verkehrte in Turku die Straßenbahn Turku, zuerst von 1890 bis 1892 als Pferdebahn, dann ab 1908 als elektrische Straßenbahn. Die Gleise wurden bis in die 1950er Jahre instand gehalten; danach begannen sie zu verfallen, bis sie 1965–1972 ganz entfernt wurden. Viele sehen das Ende der Straßenbahn als Fehlentscheidung an, da Turku damit ein funktionierendes, die ganze Innenstadt abdeckendes Verkehrssystem verlor. Heute sind von der einstigen Bahn keine Schienen mehr vorhanden. Auf dem Marktplatz im Zentrum befindet sich während des Sommers ein Eisstand mit Sitzgelegenheit in einem alten Straßenbahnwagen.

### Straße
Turku ist Knotenpunkt des Straßenverkehrs in Südwestfinnland und durch eine Autobahn (Staatsstraße 1) mit der Hauptstadtregion verbunden.